# ロンドンバス

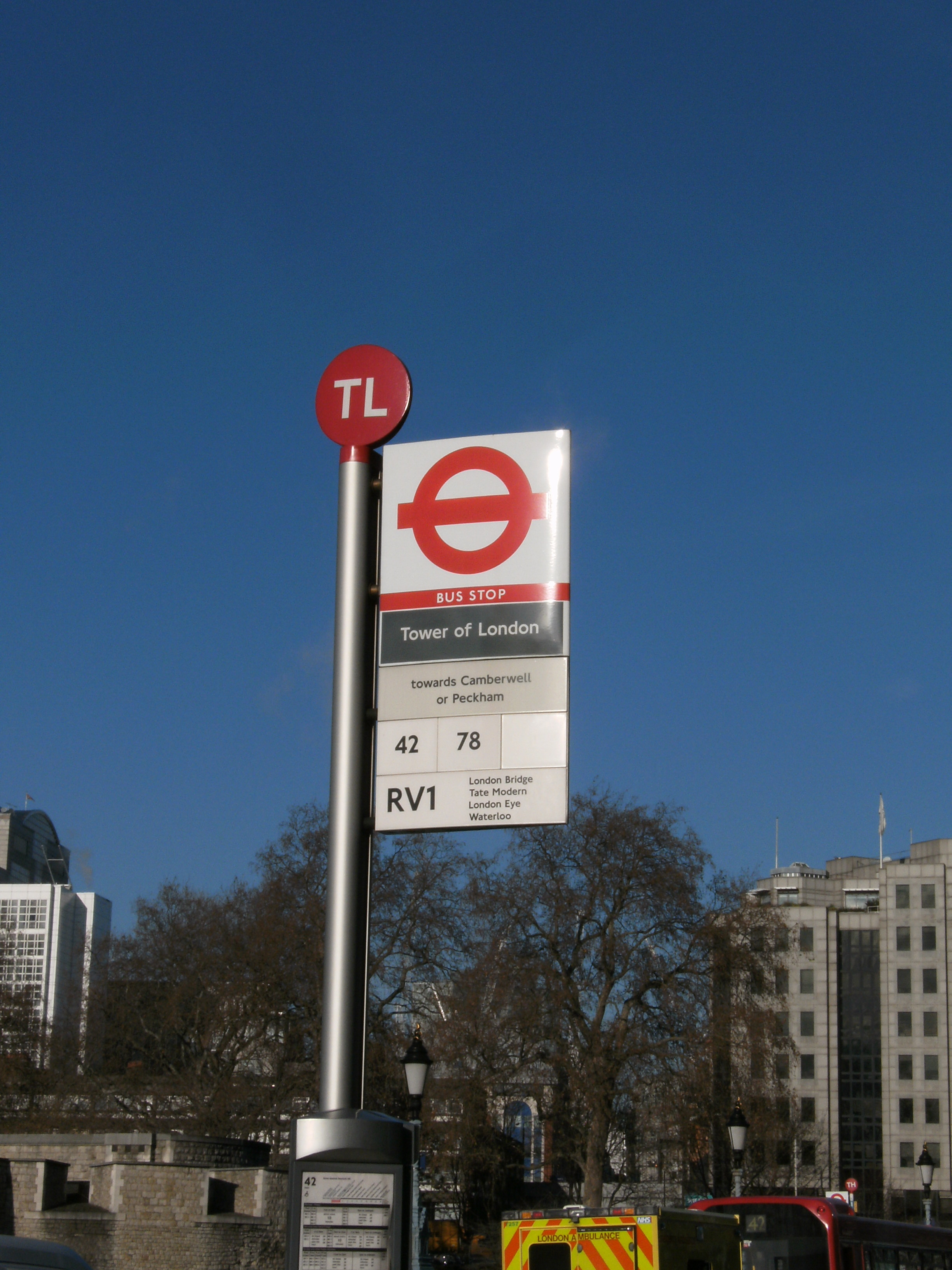
ロンドンのバス停留所 バス停は全てこのデザインである。

ロンドンバスは、TfL（Transport for London、ロンドン交通局）の付属機関であるロンドンバス会社がグレーターロンドン（大ロンドン市）市内で運営している路線バスサービス。ロンドン市内を拠点として走る全ての路線バスは基本的に赤色を基調とした塗装で定められ、複数の民間運行会社によって運行されている。

## 概要
ロンドンの市内を起点として走る全ての路線はTfL;Transport for London（ロンドン交通局）の付属機関であるロンドンバス会社で運営され、オペレーターである民間の運行会社が各路線ごと、数年に一回の入札制度で運行する権利が与えられるシステムとなっている。そのため、運行会社が5年から10年で変わる事があるが、赤色のバスから変わることはない。
また、TFL組織の厳しい運行監視システム（iBus）と調査員による運行実態調査が行われ、バスサービスとして正常ダイヤ（運転本数・頻度として）で運転されているか、乗客のキセル乗車を黙認していないかの調査が行われ、著しくサービスに欠く場合は、運行権利を更新せず強制的に取り上げる事がある。
市内に走る600を超える路線（番号では900番台まで存在）の数と扱うバス停は、バスの輸送管理機関では世界最大の規模を有している。ロンドンバス会社ではルートマスターを始めとする全てのバス車体に赤色の塗装を定め、8000台を超える赤色のバスがロンドン市内を走行していることから、2階建てバスと合わせてロンドンの代名詞ともいえる。
路線ごとに使用するバス車種が異なるものの、市内中心部を通過する路線の殆どは2階建車両で運行され、走行する道路状態や乗客数に応じてシングルデッキと呼ばれる平屋のバスが運行される。ベンディバスと呼ばれる連接バスも一部高需要路線で導入されたが、2011年12月で連接バスの運行が終了した。
また、ロンドンバス会社はバス路線全体の運営管理し、路線バスを直接運行することはない。業務内容としては運行管理の他、緊急時の救援活動、プロモーション活動、ダイヤ編纂、路線マップの作成とバスステーションの運営管理である。バスレーンの設置はロンドンバス会社が申請しTfLと警察が精査して行政が設置する仕組みになっている。
なお、長距離バスの代名詞ともいえるナショナル・エクスプレス社のナショナルエクスプレス・コーチ、ステージコーチ社の格安長距離バスのメガバス、ナショナル・エクスプレス社の国際越境バスのユーロラインズなどが位置づけるイングランドにおける主要拠点、ロンドン・ヴィクトリア・コーチテーションはロンドンバスではなくTfLの直轄組織で運営されている。

## 歴史

### 組織

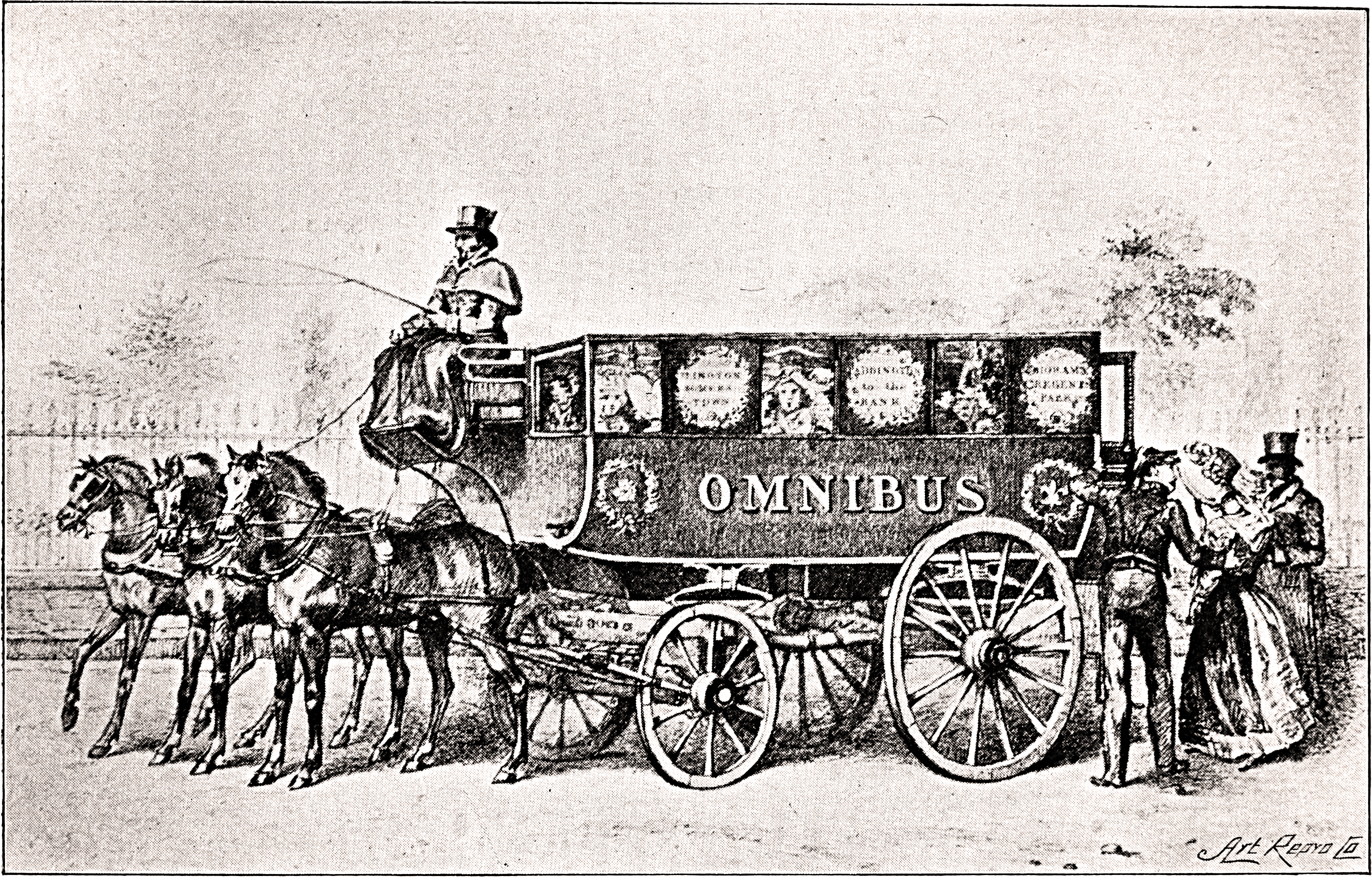
馬バス

ロンドンにおいてバスの歴史は地下鉄を凌いで長いとされるが、バスの起源は馬車による輸送であったとされる。1829年にジョージ・シリビアが路上にて自身の馬と馬車による旅客輸送を現在のパディントン - シティ間で開始し、それに乗じて1850年にトーマス・ティリングがバス会社（London General Omnibus Company、以下LGOC）として法人化し、1855年に馬車バスとして運行開始している。

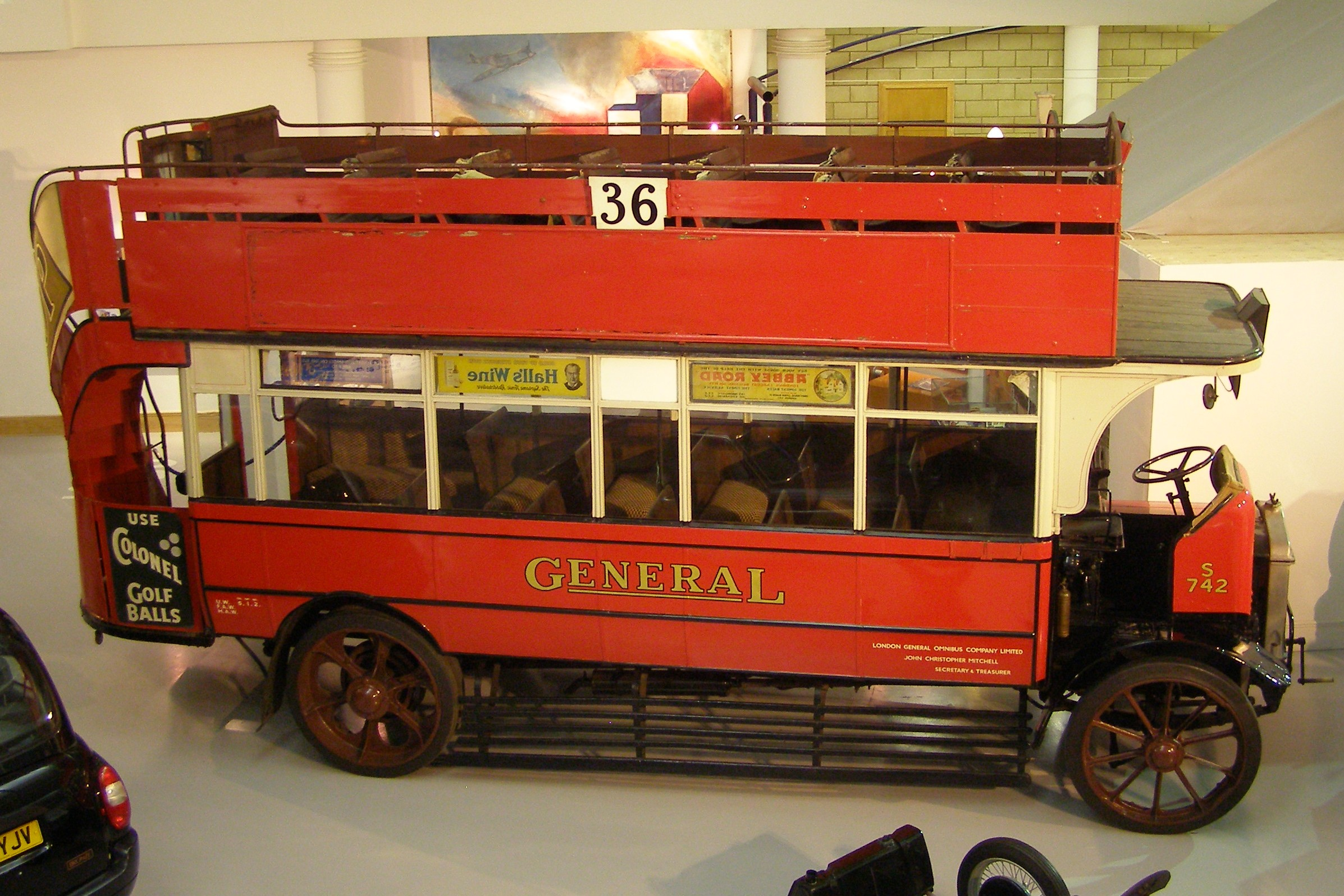
初めてのモーター動力バス

LGOC社が1902年からモーター動力車を導入し、それに続きトーマス・ティリングが1904年が初めて自動車によるバス運行が始まった。1909年からLGOC社が自ら車両の製造を行い自動車バスと馬車バスが併用されてきたが、1912年にロンドン地下鉄会社がLGOCを買収し、1914年までに馬車による運行が終了した。
その後LGOC社は1922年に地下鉄会社と共に現在のTFLの前身である国営のロンドン旅客輸送機関の一部として統合された。その後は数度に渡り改組・名称変更が行われたが、第二次世界大戦の戦後不況と、長く官営だった影響で国の財政事情の悪化とストライキによる都市交通の麻痺が多発したことで、1980年代に当時の首相マーガレット・サッチャーによりロンドン市内の公共交通機関の運営は大ロンドン市へ委譲され、地方幹線鉄道とバス運行のみ民営化されることが決定された。地下鉄を除く鉄道事業とバスの運行事業は90年代に入るまでに実行に移され、2000年に中央政府が所有していたロンドン市内の交通に関する一切の権利はロンドン市に移譲された。  

### 車
2階建車両の誕生は、1800年代中盤、馬車運行が庶民の足となる一方で、人気を博した当時の馬車では慢性的な輸送力不足が問題となっていた。輸送力の改善は馬数の問題もあり実現はできず、当時の市民は馬車の天井に乗るにまでに至たり、やむなく天井部分に座席を設置し、2階建車両が誕生したとされる。
自動車バスによる運転は初期の頃からLGOC社が1960年代まで車両を生産したが、生産するだけでなく設計やバス部品を供給するなど総合バスメーカーとしての一面もあり、後にこの事業は法人化され（AEC社）グループ事業の中核となる。ロンドンバスの基本設計や仕様を構築し、数社あったバスメーカーのシェアの殆どを握り、ロンドンの路線バスの殆どが、AECによって造られた赤色バスであった。
1920年代初頭に熾烈な運賃の価格競争が始まり、1924年に中央政府によるロンドン市内バス事業の統合でバス事業者兼メーカーにより異なっていた配色が、市内バスシェアのトップであったLGOC社の赤色に統一されることになった。
ルートマスターの登場

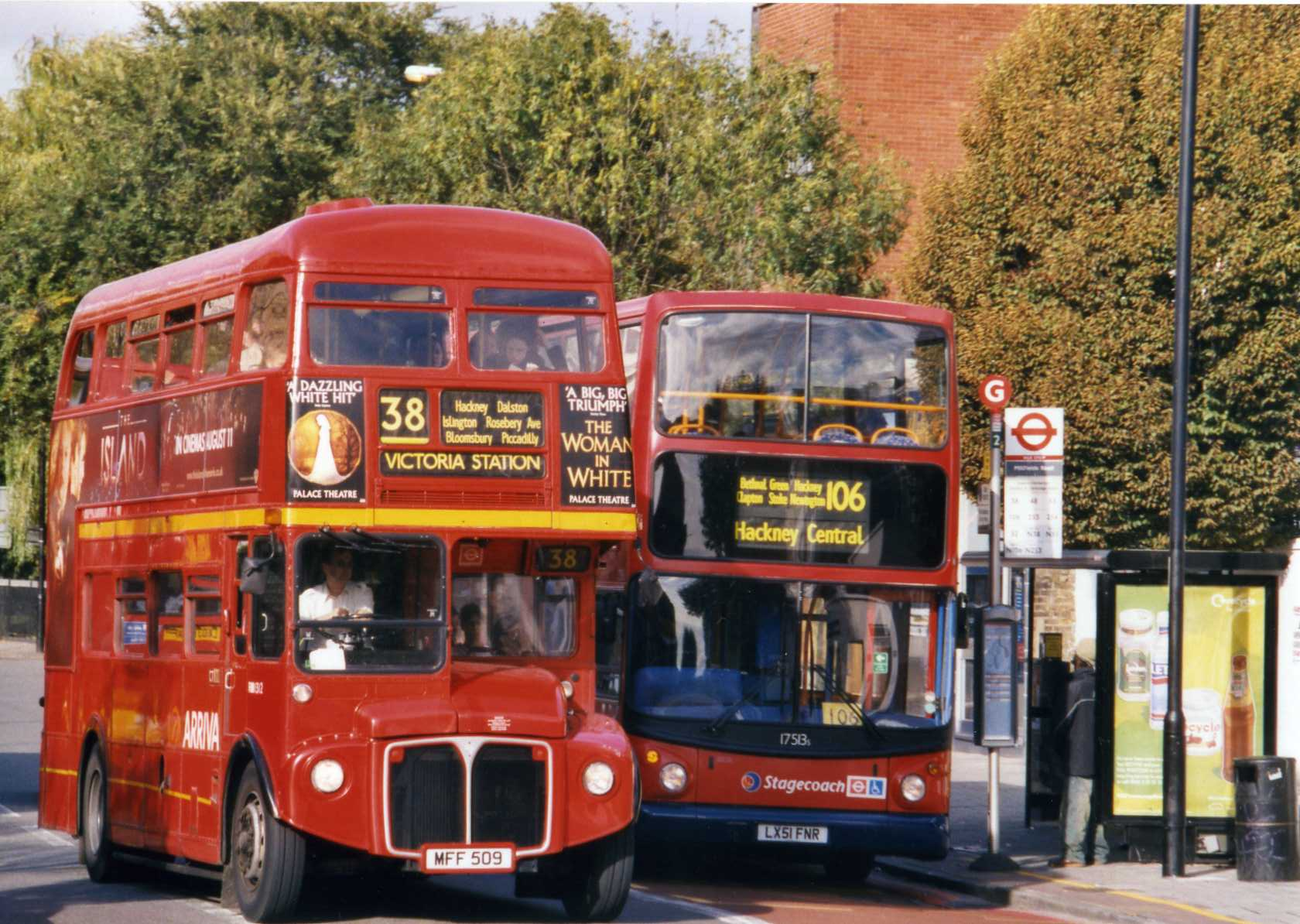
ルート38の最終運転日、ロンドン東部ハックニーにて

AEC社最後にして最大のヒット車であったルートマスターは1956年から1968年の間に生産され、ロンドン市内を走行するバスの基本モデルとなるが、ワンマンバスと定員数の増加志向が高まり、1970年後半から1980年代にかけて自動車メーカーによるワンマン型の2階建車両が制作され始めた。1990年代初頭には排ガス規制強化や乗降口の安全面が疑問視されたこと、新型バスに比べ輸送力に欠くことなどルートマスターのマイナス面が露呈され、活躍の場は狭められるもルートマスターを使用した運行は2000年代に入っても続いたが2005年12月9日、159番バスで本系統から退いた。その後はヘリテージ（遺産）ルートとして2つの系統で運行されていたが、いずれも2019年までに廃止された。
連接バス（ベンディーバス）の導入と早期退役

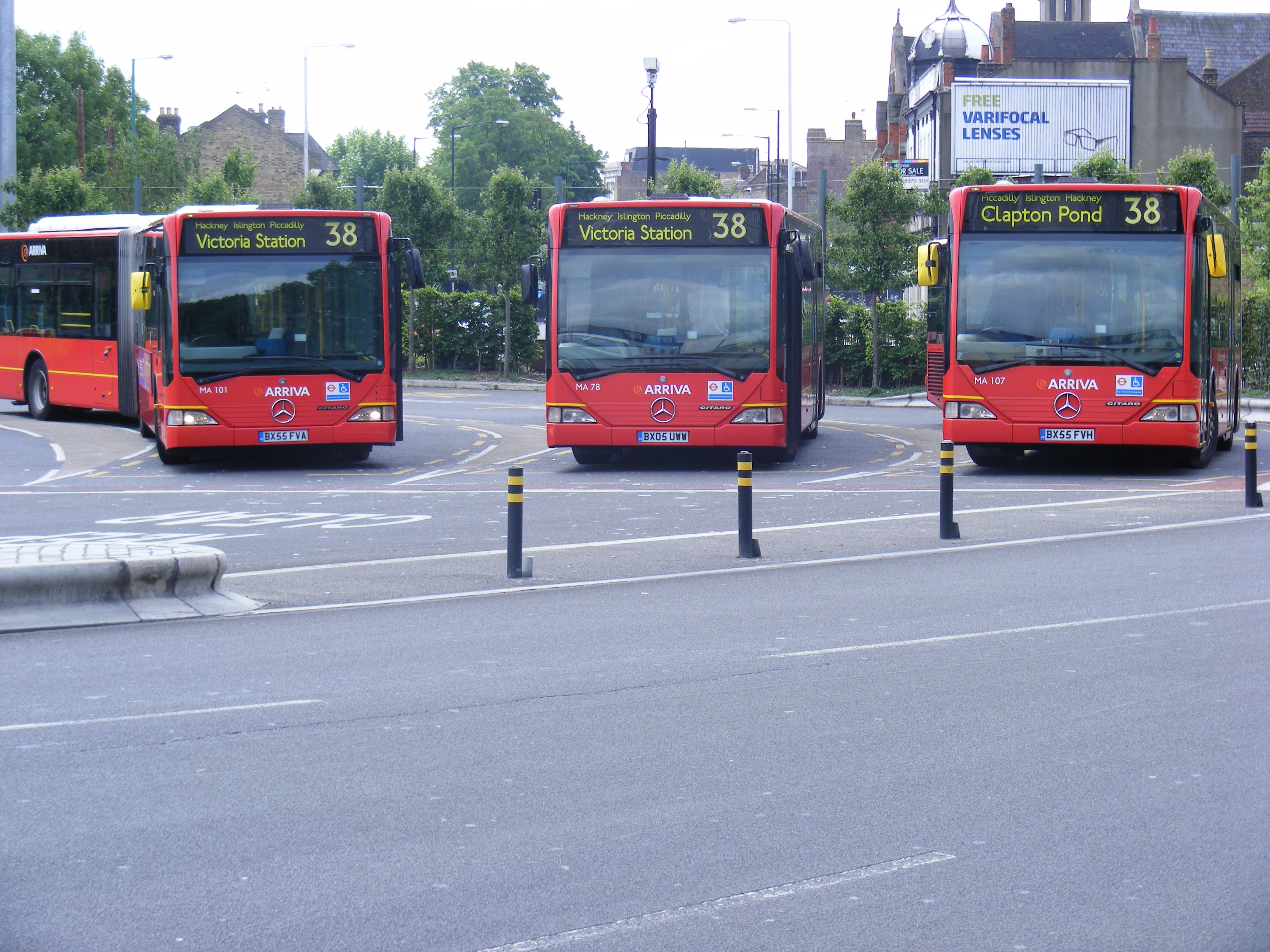
ルート38　終点のクラプトン・ポンド、ラウンドアバウトにて

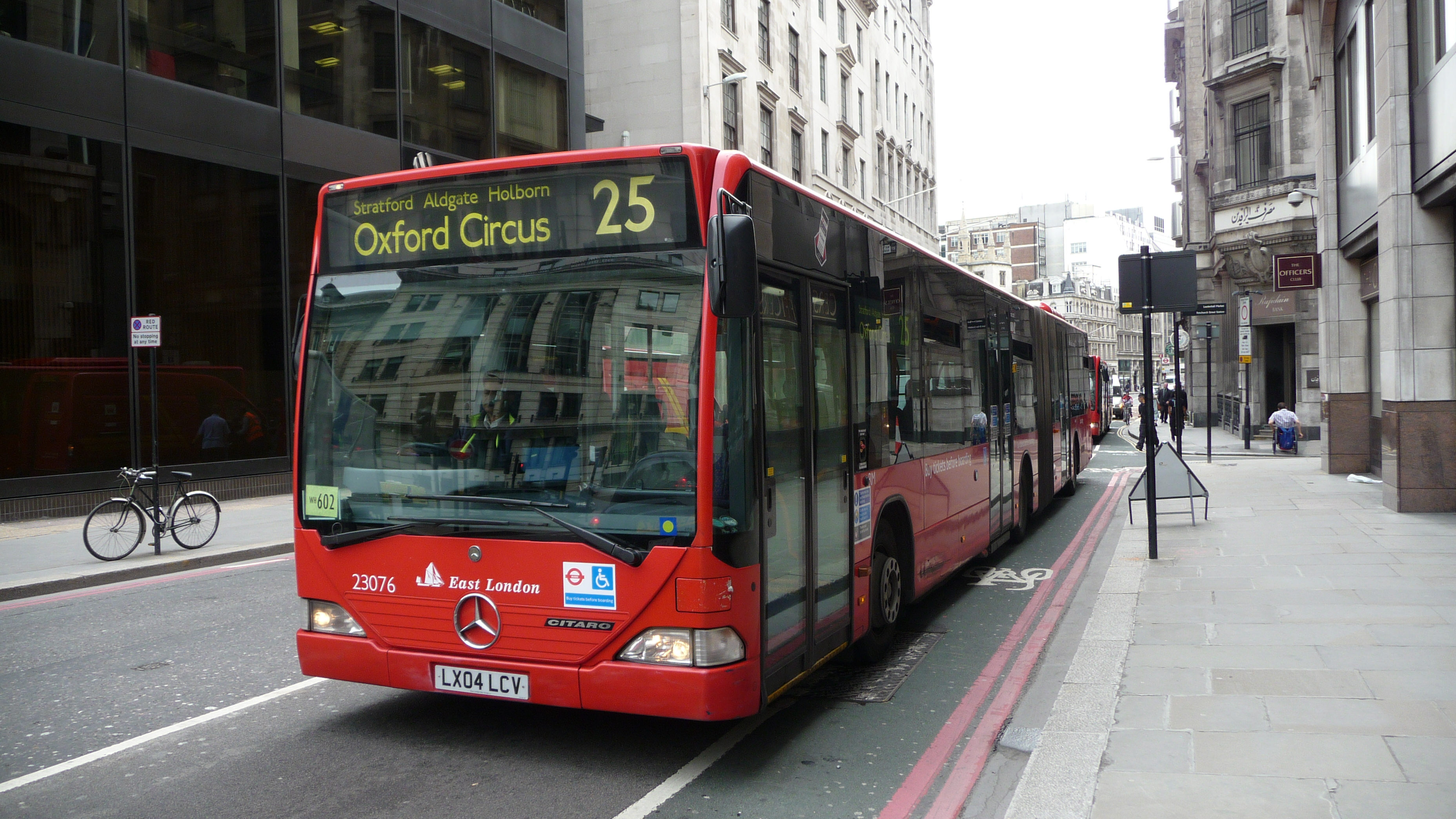
シティ・リーデンホール付近走行中のロンドンバス有数の長距離路線ルート25

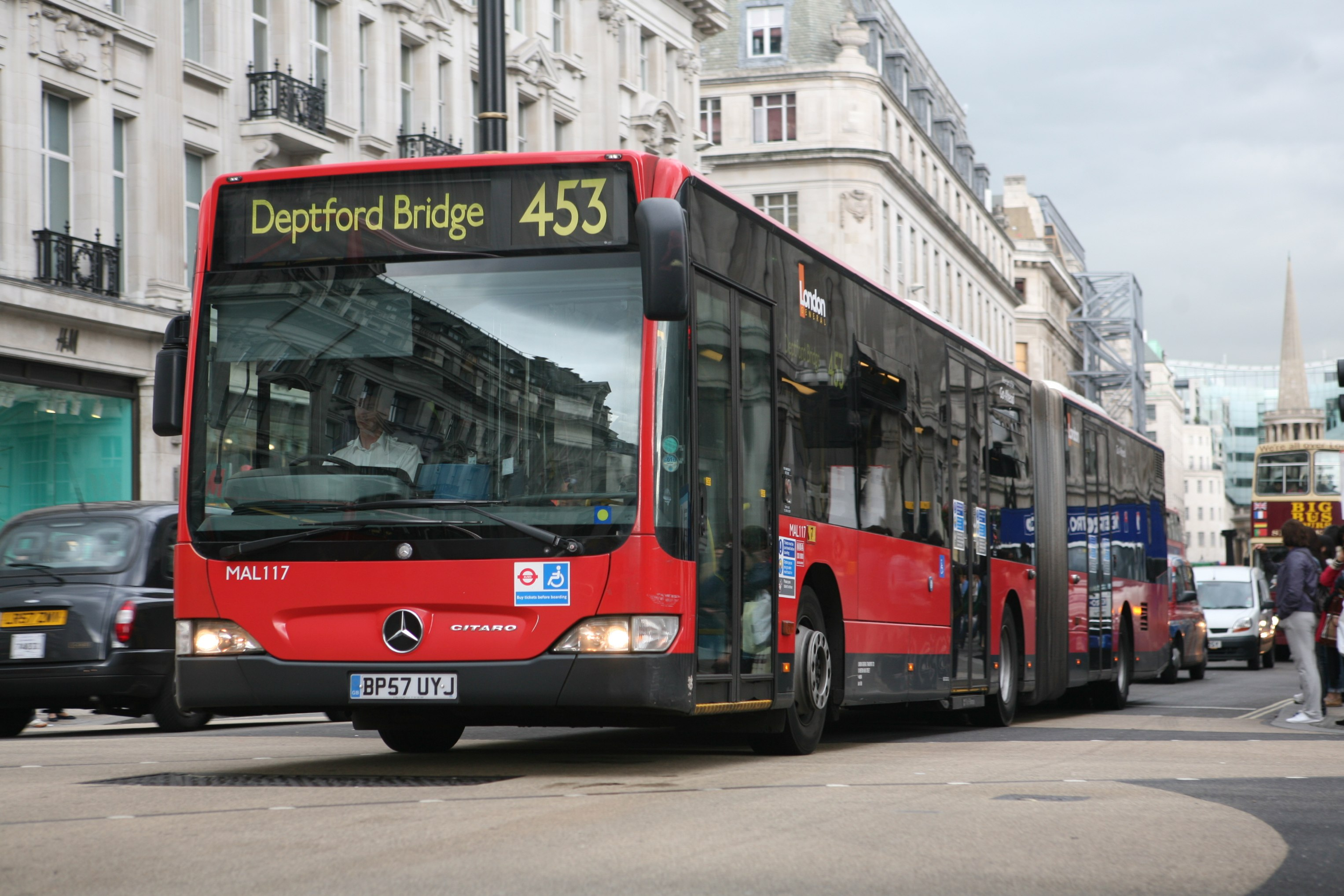
初期導入車と異なり改良された最新型ではあるが、導入から3年で撤退となった

一部の混雑路線では、ルートマスターや既存の2階建てバスでも輸送力が足りず、増発すれば慢性的な交通渋滞を招きかねない。こうした事態を受け、バス一台の乗車定員をさらに増やすことが必要とされた。そこで当時のロンドン市長のケン・リヴィングストンが連接バスの必要性を熟慮し、2002年から輸送力増強策の一環で高需要路線の507系統と521系統を皮切りに、連接バスのメルセデス・ベンツ・シターロを高需要12路線に一斉導入することを決定した。
ベンディバスという愛称で市民から親しまれていたが、道路改良しないままで狭い路上の運行を余儀なくされ、交差点での右左折時に歩行者に接触するなどの事故が多発し、メディアからは市長の無謀過ぎる改革や危険と言う声も少なくなかった。さらに導入直後、車体の火災事故が一定期間で連続して発生し、シターロのエンジンの欠陥が発覚した。対象のバスは修復・改良して運用に戻されるも、ベンディーバスは導入当初からメディアから厳しい視線を浴び、その矛先には市長にまで及び"市長の火の戦車"とまで揶揄されるほどであった。
また市内の渋滞名所であるリージェント・ストリート、オックスフォード・ストリート、ピカデリーなど各道路に複数のバス系統が存在する上、連接バスの系統が重なり道路混雑が一層激しさを増し、2008年に行われたロンドン市長選挙では慢性的な渋滞の解消も論点の一つとなった。ケン・リヴィングストンは渋滞の原因を作っておきながら渋滞税（コンジェスチョン・チャージ）を導入し、市民の反感を買ってしまい再々選は果たすことなく市長交代となる。ボリス・ジョンソン新市長（当時）は連接バスの存在そのものを渋滞の元凶と考え、キセル乗車が後を絶たないベンディーバス運用の路線収支に疑問があり、早急な渋滞緩和策として就任早々に連接バスの退役を発表した。
実際に乗降時に全てのドアを開けることでキセル乗車が多発し、余計に150人の検札員を雇ってキセル乗車防止に努めていた。
先行して2009年の9月ルート507、521で連接バスの運用を廃止し、同じメルセデスベンツ・シターロの標準車体の2扉車に切り替えられた。さらに2ヶ月後には試験的に38番系統が2階建車両路線に変更された。2010年後半から段階的にベンディーバスの運用廃止をして、市民から惜しまれつつも2011年12月までに早々とロンドン市内から撤退し、リヴァプール、ミッドランドのレスターなどの地方都市や海を渡りマルタ島に活躍の場を移した。
ベンディバスが運用された路線はルート507、521を除き、元通り全て2階建てバス運行に変更され、これによりロンドン市内では現在連接バスの運用は無い。道路設備の問題や運賃収受の問題さえクリアできれば、連接バスは乗降時間の短縮化や輸送力増強、大量輸送に大きく貢献できたと言える。皮肉にもジョンソン市長が挙げていた渋滞解消には至らず、むしろバスの便数増により混雑が増したとの声もある。ベンディーバスの功罪はあるにせよ、二人の政治家に翻弄された運命であったことは否めない。登場から10年に満たない短命なバスであった。
新型ルートマスターの登場

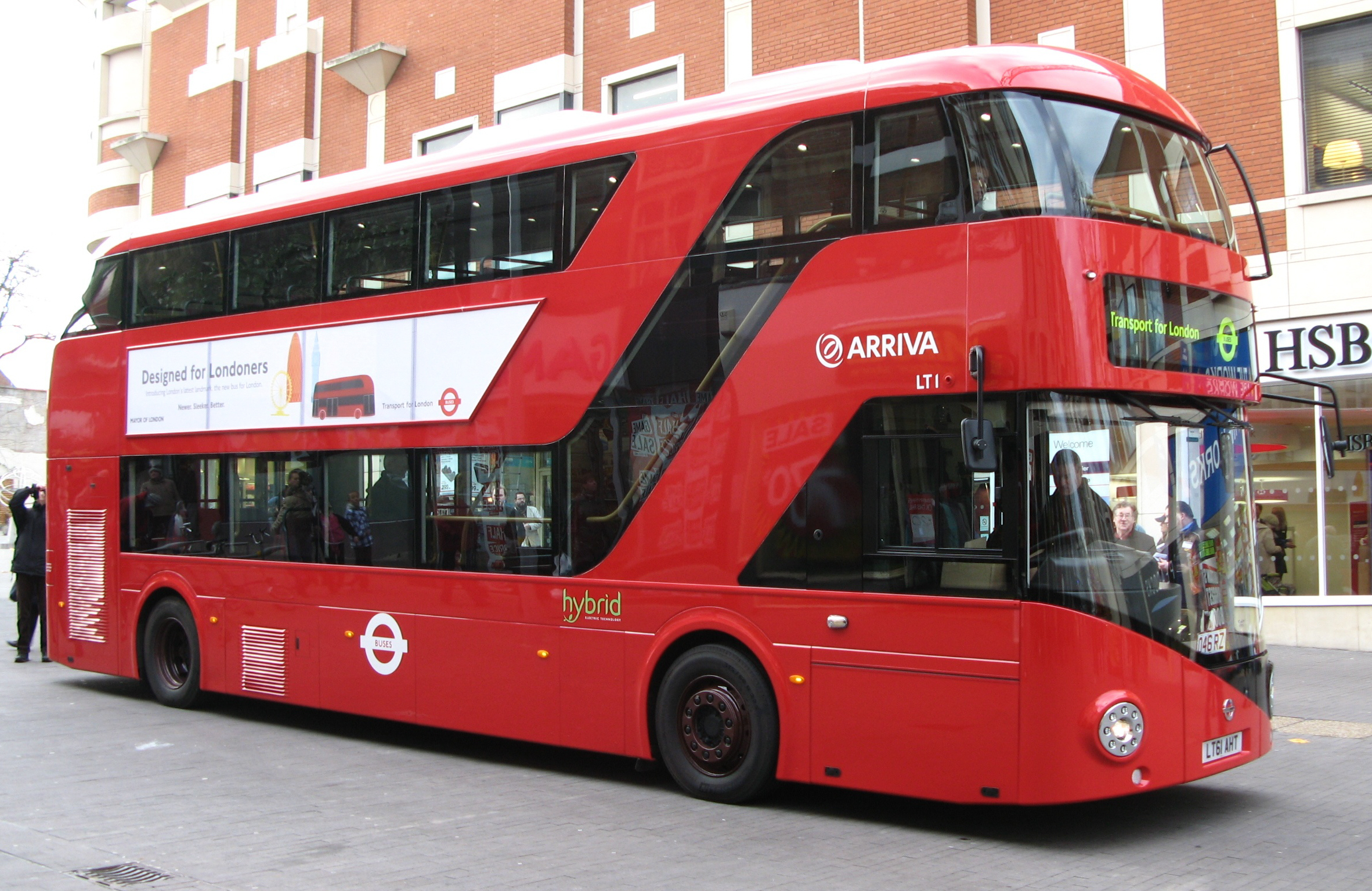
プレス発表会場へと向かうニュールートマスター

2008年、ロンドン市長選挙でポリス・ジョンソンが当選し、早い段階で連接バスの早期退役が上げられ、新型ルートマスターの企画設計が公募された。2009年にライトバス社の設計、デザインが選定され「ニュー・バス・フォー・ロンドン」をテーマに2010年5月に公表し試作車の製作を開始した。試作車は2011年11月にサザークのシティ・ホール - トラファルガー・スクエアで市内を走行し、トラファルガー・スクエアをはじめとした各地で一般公開を行った。オペレーターのArriva London社に受け渡し、2012年2月27日、かつて連接バスを最初に撤退させたから38番系統で定期運行を開始した。異常ともいえる市長の過剰な新型バスへの思い入れから、市民からは市長の名をもじり、ボリスマスター、ボリスバスとも呼ばれる。
当形式は都心部を中心に多くの系統で運用されている。なお、車体仕様がほぼロンドンに特化しており、他の都市での定期運用は無い。

## 運用

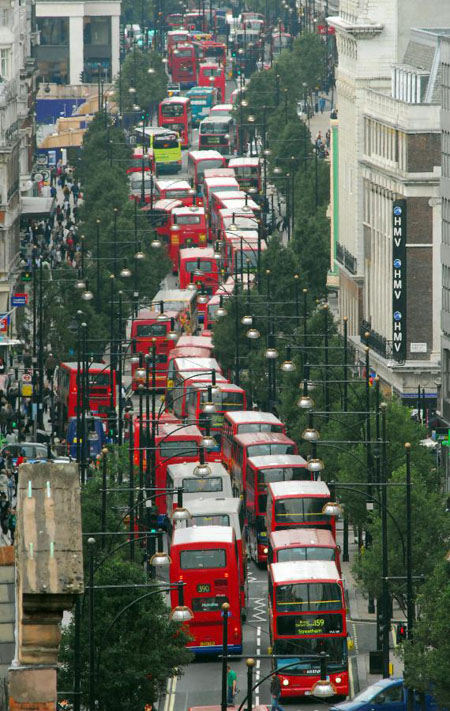
渋滞中のロンドン中心部　オックスフォード・ストリート

### 普通路線バス

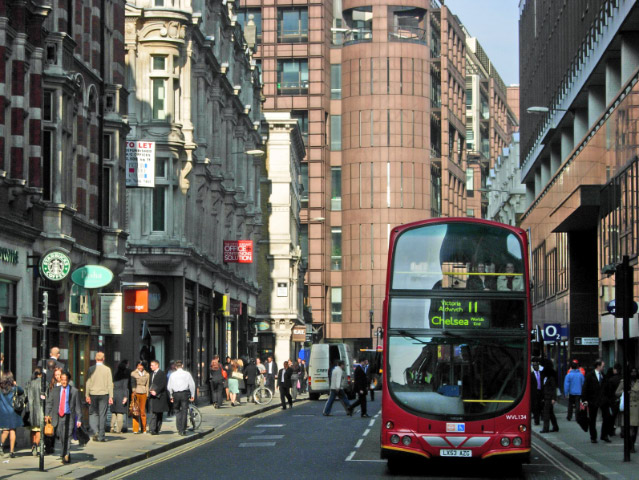
シティを通過するルート11

市内を拠点とする全ての市内路線バスは、ロンドンバス会社にて運営管理され、オペレーターである運行会社が運行する。1番系統から途中欠番はあるものの600番台まで存在し、さらに700 - 800番台を欠き、900番台も存在する。概ね500番台までが一般の路線バスで、後に続く600番台は概ねスクールバス路線、900番台が毎日運航でない地域路線で振り分けられているが、この中の一部は24時間サービスを実施しており、夜間を通して終日運行されている。
路線番号の振り分けは基本的には開設順となるが、半世紀前は長距離系統が多く、その系統を分割、縮小することで改番された路線もある。ただし若い番号の路線は長い歴史を持つのは言うまでもない。1番系統（ルート1）はロンドンで初めて自動車バスをロンドン北部のウィルズデン - 南部ルイシャムの間で運転した路線であるが、馬車バス時代から現存する最古の路線は11番系統（ルート11）となっており、リバプール・ストリート - セント・ポール - ホワイトホール - ヴィクトリア - キングス・ロード - チェルシー/ワールズエンド - フラム・ブロードウェイとルートそのものが、開設当初からほぼ変わっていない。
現在の市内を走るバス路線のほとんどは運行距離が長めに設定されている。長い路線では片道10マイル（16㎞）を超える路線が多数存在するが、これは地下鉄などの鉄道運賃より安価なバス運賃（全区間統一制）を選ぶ旅客が多いこと、地下鉄トラブルの際にロンドン郊外までの輸送手段をバスで確保していることに起因する。そのため、地下鉄線と並行して運行しているバス路線が多い。
現在は10の運行会社によって運行され、ロンドン市交通局（TFL）が管理する路線バスは赤色をベースとしたカラーで運行されている。一部、ロンドン市外が起点の路線で市外を拠点とする運行会社は、配色や運賃などのサービス面で異なる。また、TFLが管理する路線でも市外に向けて運行する路線が存在するが、その場合は赤色のバスでの運行で運賃なども市内運賃と同額となる。また、市内を走行する赤色のバスはすべてバリアフリー対応とされ、障害者差別禁止条例により搭乗者数に限りはあるが、車いすやベビーカーも畳まずに搭乗可能なスロープが全てのバスに設置されている。
バス需要が旺盛なため、平日の主要路線では普通ダイヤで遅くても5時台には運転が開始され、終バスは午前1時近くまで運行されている。渋滞などによる遅延により、正常ダイヤで運行が困難な場合は行き先変更するなど即座に対応するが、もともと市内の渋滞は道路工事や運転者のマナーの影響もあるが、バスの過剰なダイヤ編成という一面もある。最悪の場合、トラファルガー・スクエア - ヘイ・マーケット - ピカデリー・サーカスまでバスのみで数十台と並ぶ異常な渋滞がしばしば発生する。これはボリス・ジョンソン市長が連接バスを退役させ、輸送力を補うための増便をした結果、招いた事象であるといえよう。

### スーパーループ

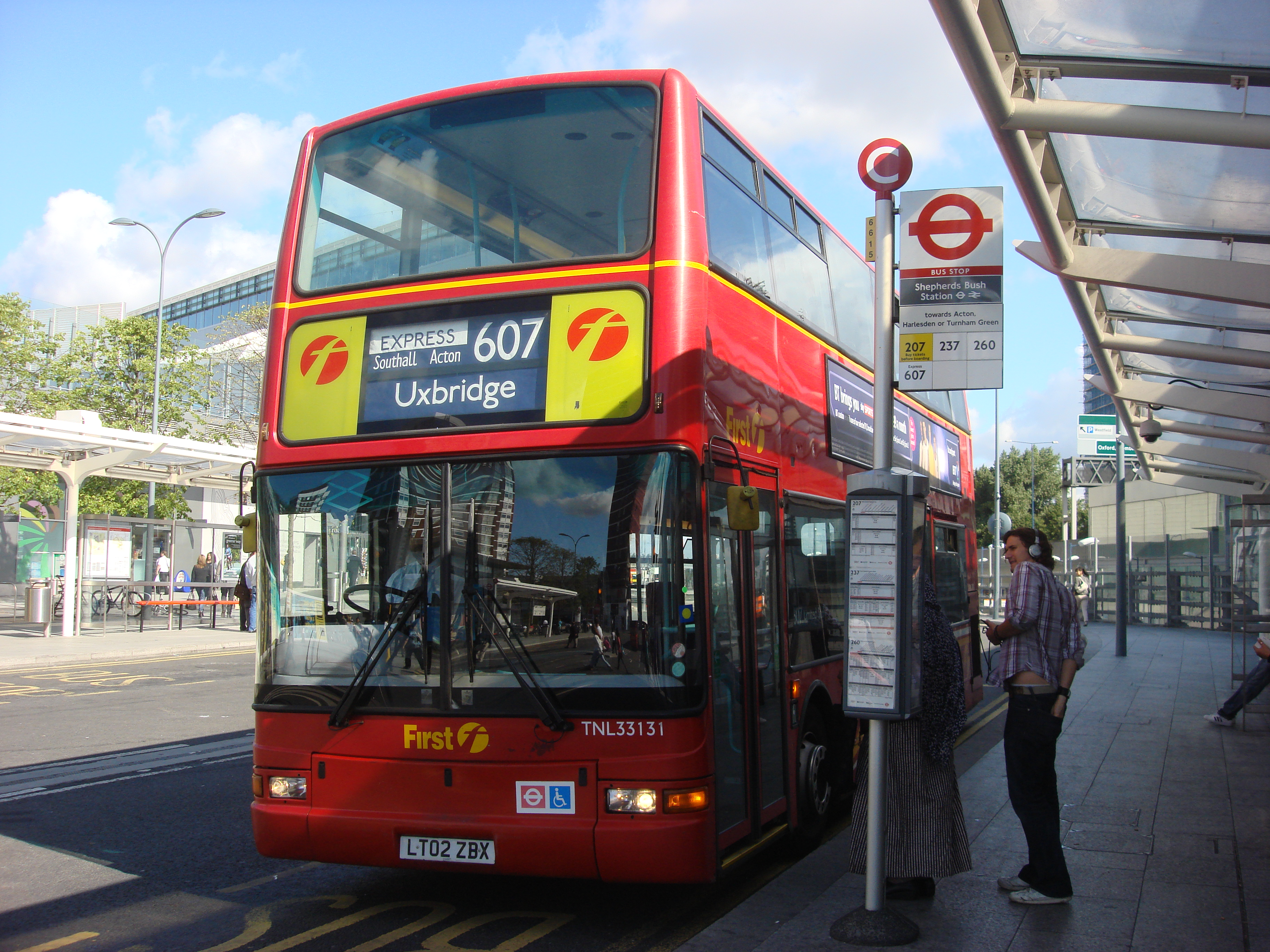
旧エクスプレスルート607(現:SL8)

スーパーループ・ルートは2023年6月から2024年3月にかけて新しく導入された6路線と、それ以前から運行されていたエクスプレスルート(X68、X26、607)の名称を変更した3路線を合わせた9の路線。スーパーループ・ルートの頭文字には「SL」の文字が記される。スーパーループ・ルートは、ロンドンの周りを運行しており、ノース・フィンチリーから時計回りでSL1、SL2、SL3、SL5、SL7、SL9、SL10の順に路線が割り当てられている。他の2路線(SL6、SL8)はロンドンの周りの地域から中心部へのバスを運行している。路線区間が20㎞を超える路線もあり料金も全区間通して同額なため、利用者は多い。
ルートSL1：ノース・フィンチリー - ウォルサムストー・セントラル
ルートSL2：ウォルサムストー・セントラル - ノース・ウリッジ
ルートSL3：テムズミード - ブロムリー・ノース
ルートSL4：グローブパーク - カナリー・ワーフ (2025年4月7日から運行開始)
ルートSL5 : ブロムリー・ノース - クロイドン・タウンセンター
ルートSL6：(X68)ウエスト・クロイドン - ラッセルスクエア（平日の一部時間帯のみ運行）

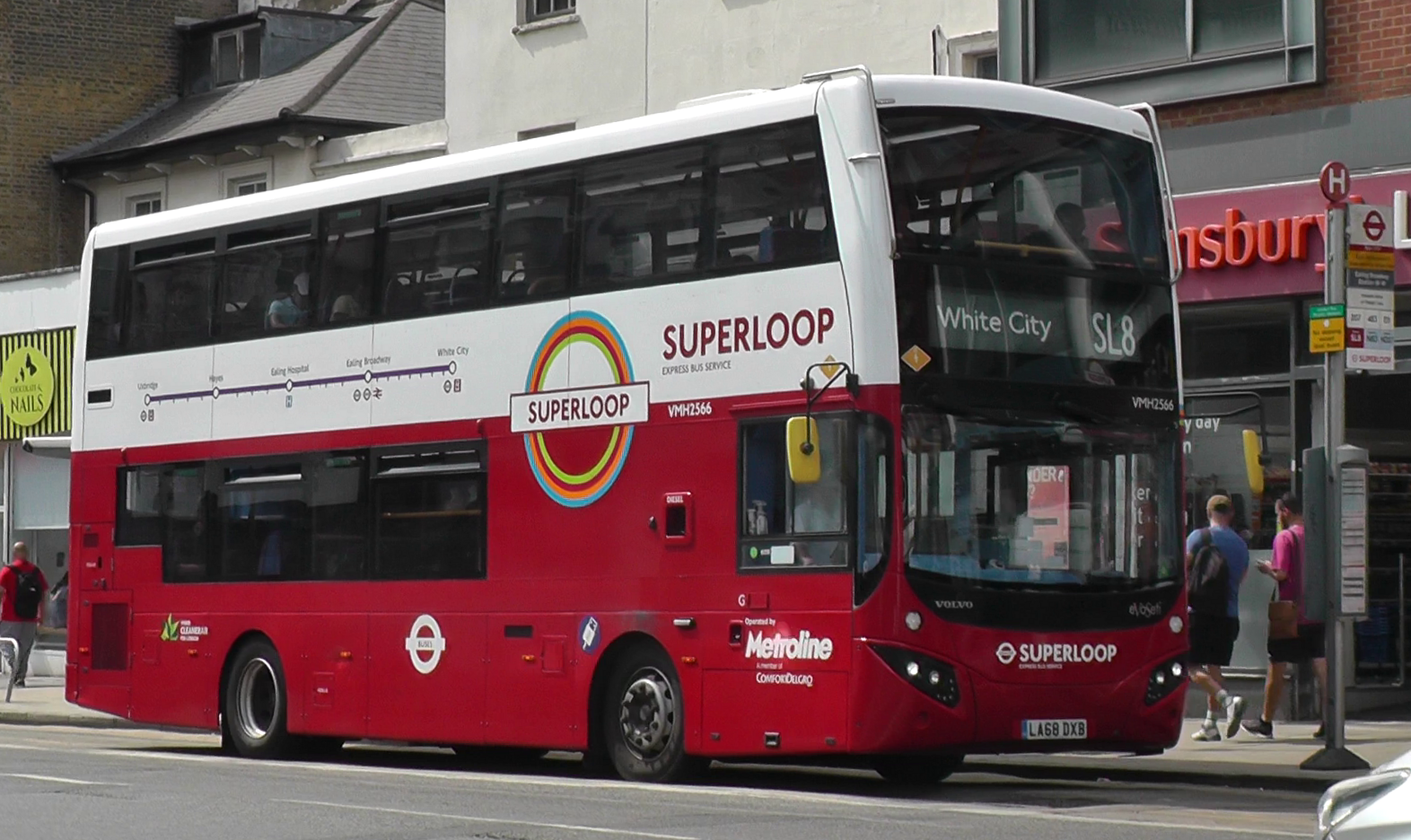
ルートSL8

ルートSL7（X26)：ウエスト・クロイドン - ヒースロー・セントラル（ヒースロー空港内）
ルートSL8  (607)：ホワイトシティ - アクスブリッジ
ルートSL9：ヒースロー・セントラル（ヒースロー空港内） - ハーロウ
ルートSL10：ハーロウ - ノース・フィンチリー
一部バス停しか停車しないので、全区間での到達時間は普通路線バスと比べ早くなる一方、特別な道路を走るわけではないので、市街地の渋滞時や追い抜きができない区間での到達時間は普通路線とさほど変わるものではない。これらのルートではナイトバスの設定は無く、普通の一般路線の運転便数と比べ、少ない設定である。ルートSL6(X68)はロンドン中心部へ向かう便は朝の数便のみ、クロイドン方面行きの便は夕方早い時間の数便のみの限定ダイヤで運行されている。

### ナイトバス

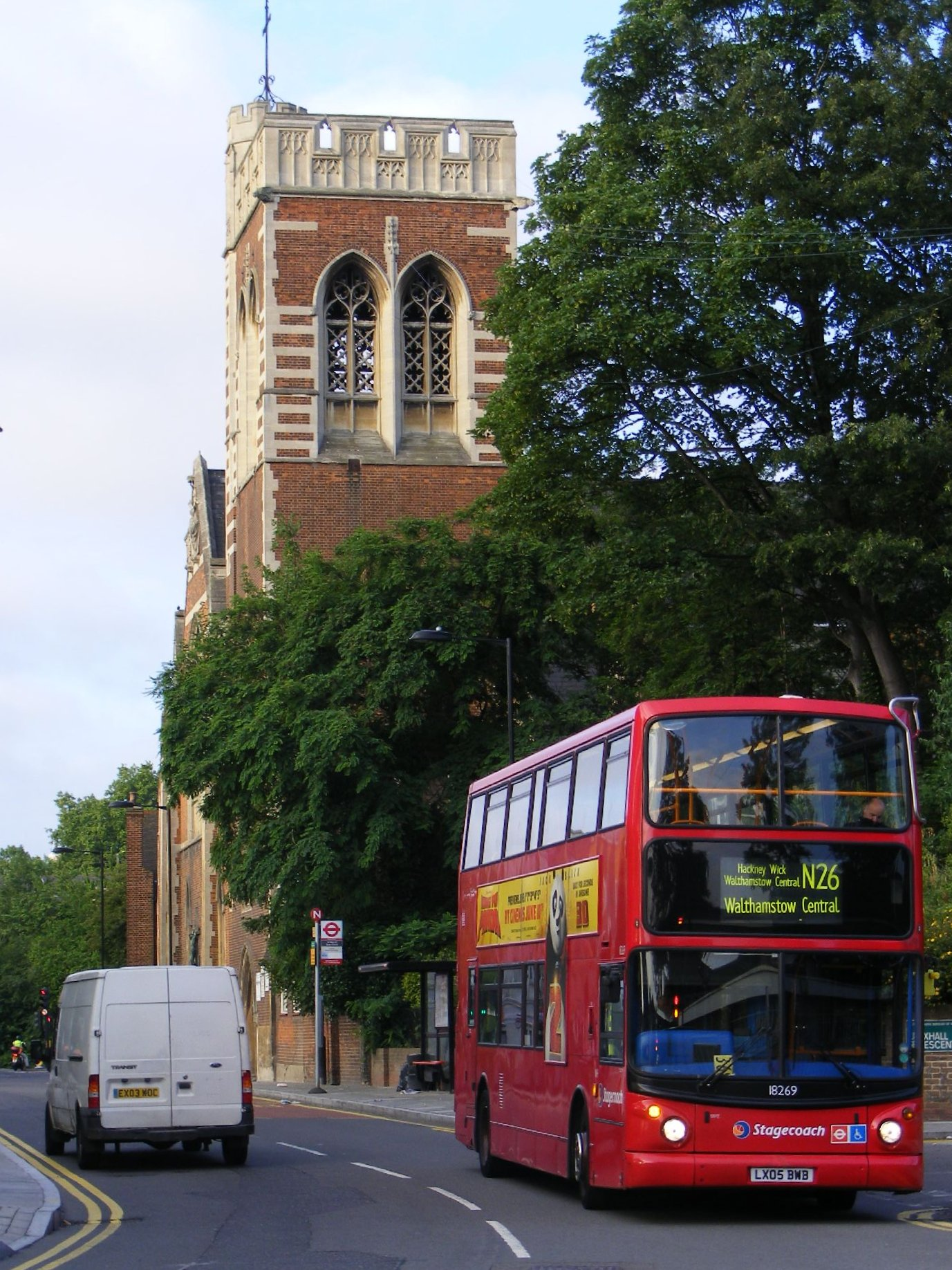
最終運転間近の早朝ナイトバス

普通バスの最終時刻が日本と比べ遅いため、運転開始時刻は午前1時前後であることが多く、地下鉄終電後の市民の交通手段に大きく寄与している。高需要かつ主要路線の番号の頭にNの文字が記され、全ての路線にナイトサービスがあるわけではない。乗客の多くは地下鉄や鉄道最終運転後の帰宅困難者や夜間・早朝出勤者或いは退勤者であることが多く、鉄道路線とほぼ並行した輸送体系を取っている。そのため、運行距離が昼行バスと比べ異様に長く、片道で15マイル（約24 ㎞）以上であることが多い。また、深夜料金が存在せず、運賃は昼間と変わらない。このため、深夜でも区間によって乗車率は高く、昼間より多い場合がある。
同じく夜間帯運行の24時間バスとの相違点は、24時間バスは交通に支障がない限り同じルートで終日運行されるが、ナイトバスの場合は昼間の普通バスと起点やルートが異なったりすることが多く、例外はあれど、起点または終点がトラファルガー・スクエア／チャリング・クロスであったり、そこをわざと通過するように組まれている。ナイトバスの運行は前述の通り、午前1時前後から午前5時前後までの運行となる。
ナイトバスルート N9はロンドン市内からロンドン・ヒースロー空港を結ぶ路線で、地下鉄ピカデリーラインの終電後から始発前にかけて発着する航空便の利用者にとって、空港またはロンドン市内までの唯一の公共交通手段となっている（ただし、週末はピカデリーラインの終夜運転を利用可。）。この路線は多頻度運行であるが、ピカデリーラインの初電運転前に最終運転する。

### ヘリテージルート
AEC社最後にして最大のヒット車であったルートマスターが本系統から退役が発表されるも、市民から存続が熱望され市内の観光客輸送を兼ねる2路線に投入されていた。なお、この系統で運転されるバスは従来通り車掌が乗務していた。回送以外の範囲外の運転はチャーターバス会社による運行しかない。しかし、乗客減に伴い2019年までに運行を終了した。

## 運賃
ロンドン市内の赤色バスの運賃は基本的には終日同額だが、現金での支払いは不可能で、オイスターカードかクレジットカードのコンタクトレス決済による支払いに限られる。運賃は一律1.75ポンドで、さらにCappingというシステムが自動的に適用され、1日、1週間の利用運賃の合計が一定金額を越えた場合（バス乗車の場合は2023年10月現在Daily cap5.25ポンド、Weekly cap24.70ポンド）は、それ以降、乗車の際にタッチしても支払は生じないことになっている。バス停に掲示される系統番号が黄色の場合は事前に券売機でチケットを購入するか、オイスタカードを所持する必要があり、基本的に現金での乗車はできない。バスのみの一日フリーパスで4.20ポンド、7日間で18.80ポンド、一ヶ月で72.20ポンドとなり定期券の方が割引になる。また、地下鉄定期券を購入すれば、ゾーン関係なしに自動的にバス定期券が付帯される。（運賃制度の変更などもあるので渡航前、購入前にTfLサイトを要参照）
オイスターカードは日本におけるICカードのSuicaがモデルであるとされるが、料金の収受システムが大きく異なり、交通機関の利用のみに特化されている点はあれど、使用することで運賃が安くなる点など、その実用性は非常に高い。
このようにオイスター・カードの使用に限れば、世界都市のバス交通システムとサービスの中でも、移動手段として運賃はかなり格安な方である。これはTfLが徴収権を持つ、自動車がロンドンに入るだけで課税されるコンジェスチョン・チャージ渋滞税と駐車違反金（警察発行の切符に限る）が経営資源となっているためで、これらの税制や罰則体系に対して市民の不満もあるが、こうした形で市民に還元されている。

## 使用車両

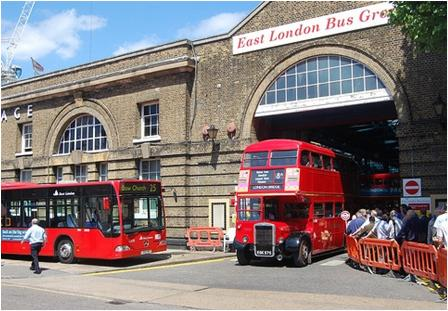
ロンドン東部　ボウ・バスガレージ

運行会社や路線によって使用車種は異なる。また近年ではハイブリッド自動車などの低公害車の導入も盛んである一方で、ルートマスターを現役で使用するなど、市内を走行するバスはバラエティに富んだフリート構成にある。ここで日本のバスが導入されたことは一度もない。
気候の影響もあり、日本のバスと比べロンドンのバスの冷房化率は非常に低く、設置されていないバスの方が依然として多い。新型形式には導入されている傾向が高くも、2階部分のみであったり、混雑すると乗客が窓を開けてしまうなどの影響で冷房効率も悪い。
車両を格納する車庫も、古くから二階建車両を使用しているため、バスガレージの建物もレンガ調の大型車庫となっていて、歴史を感じる造りになっているものが多い。
ダブルデッキバス（二階建）

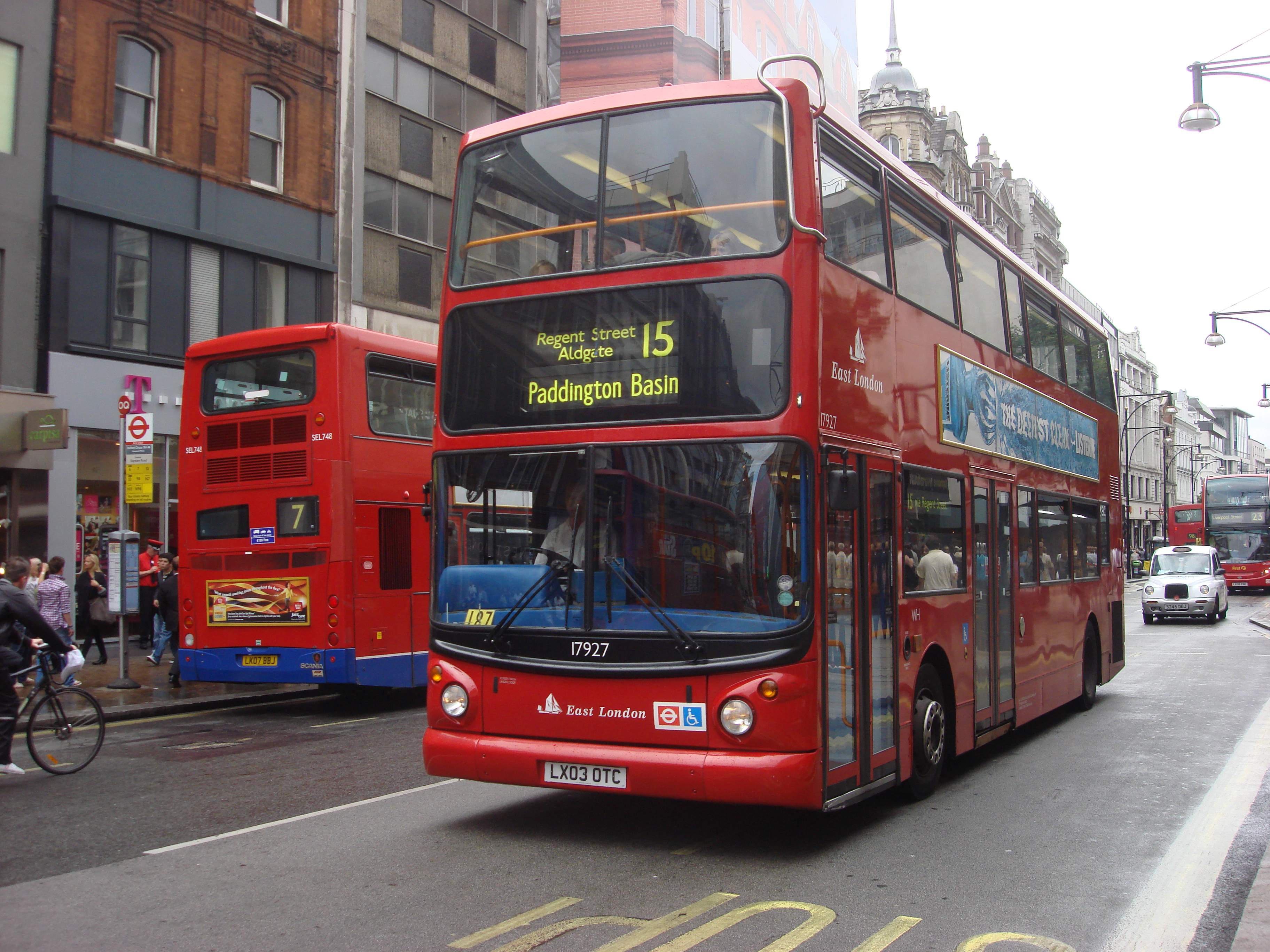
アレキサンダーALX400
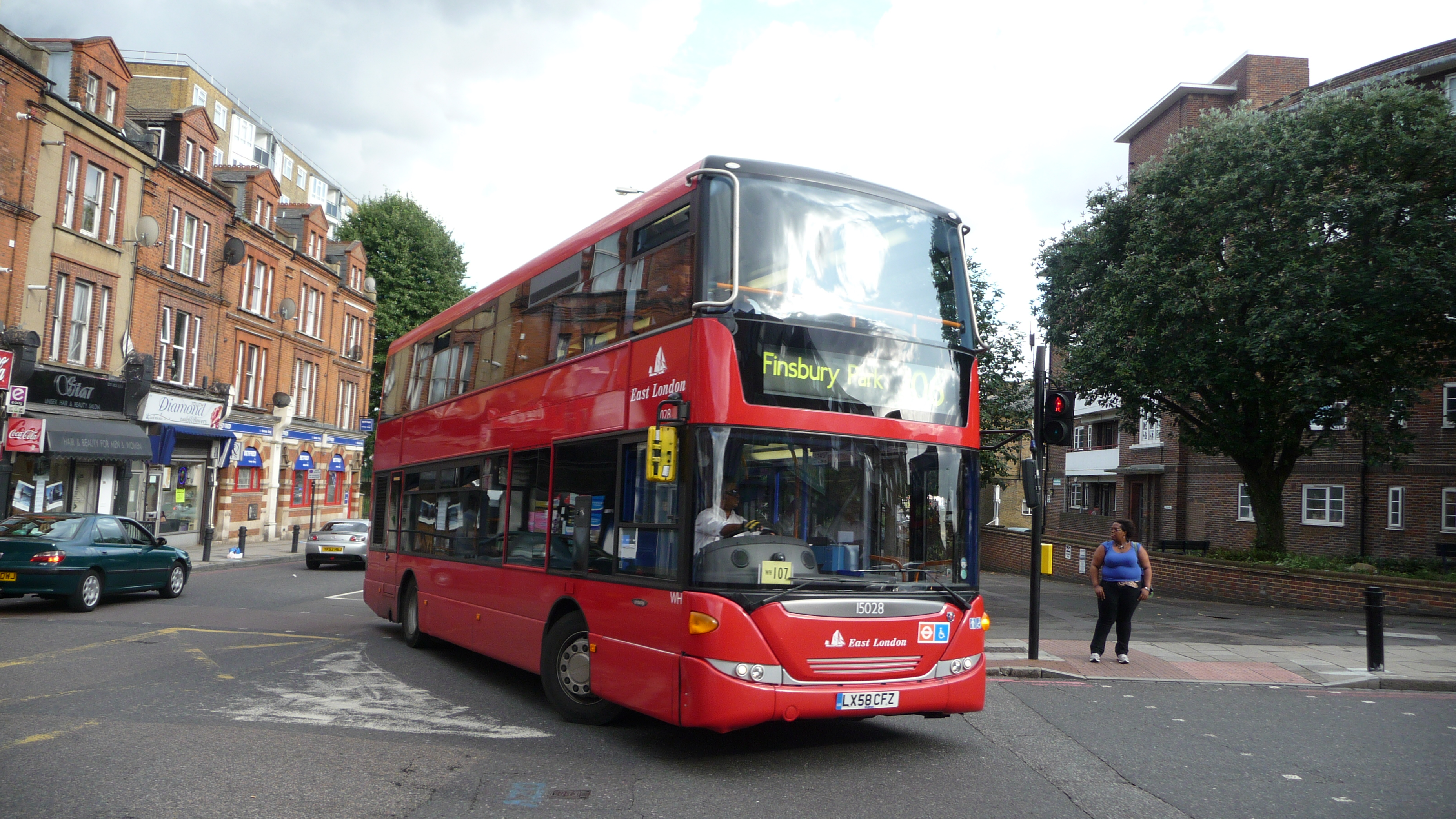
スカニア・オムニシティ
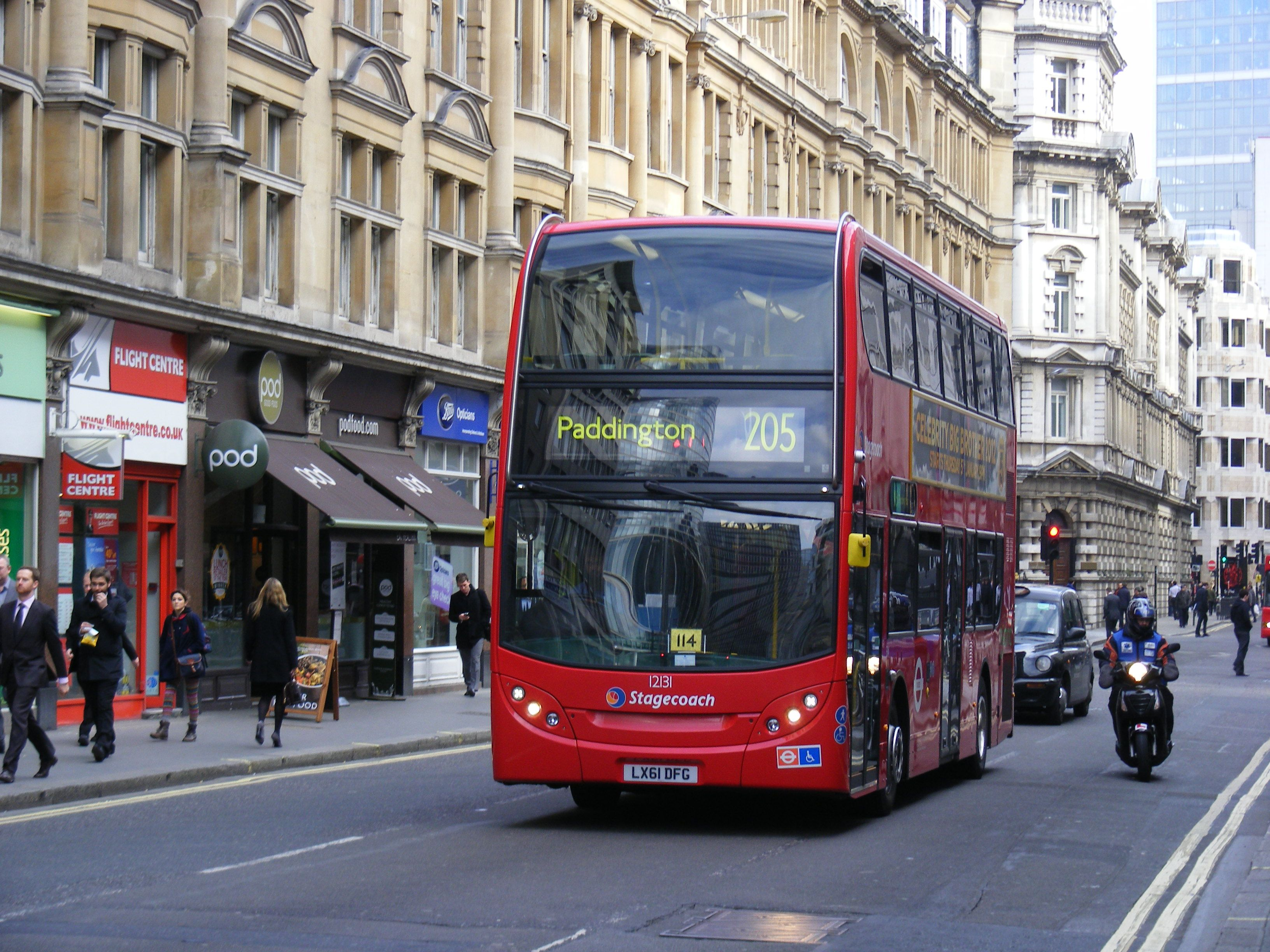
アレキサンダーデニス・エンバイロ400 Hybrid
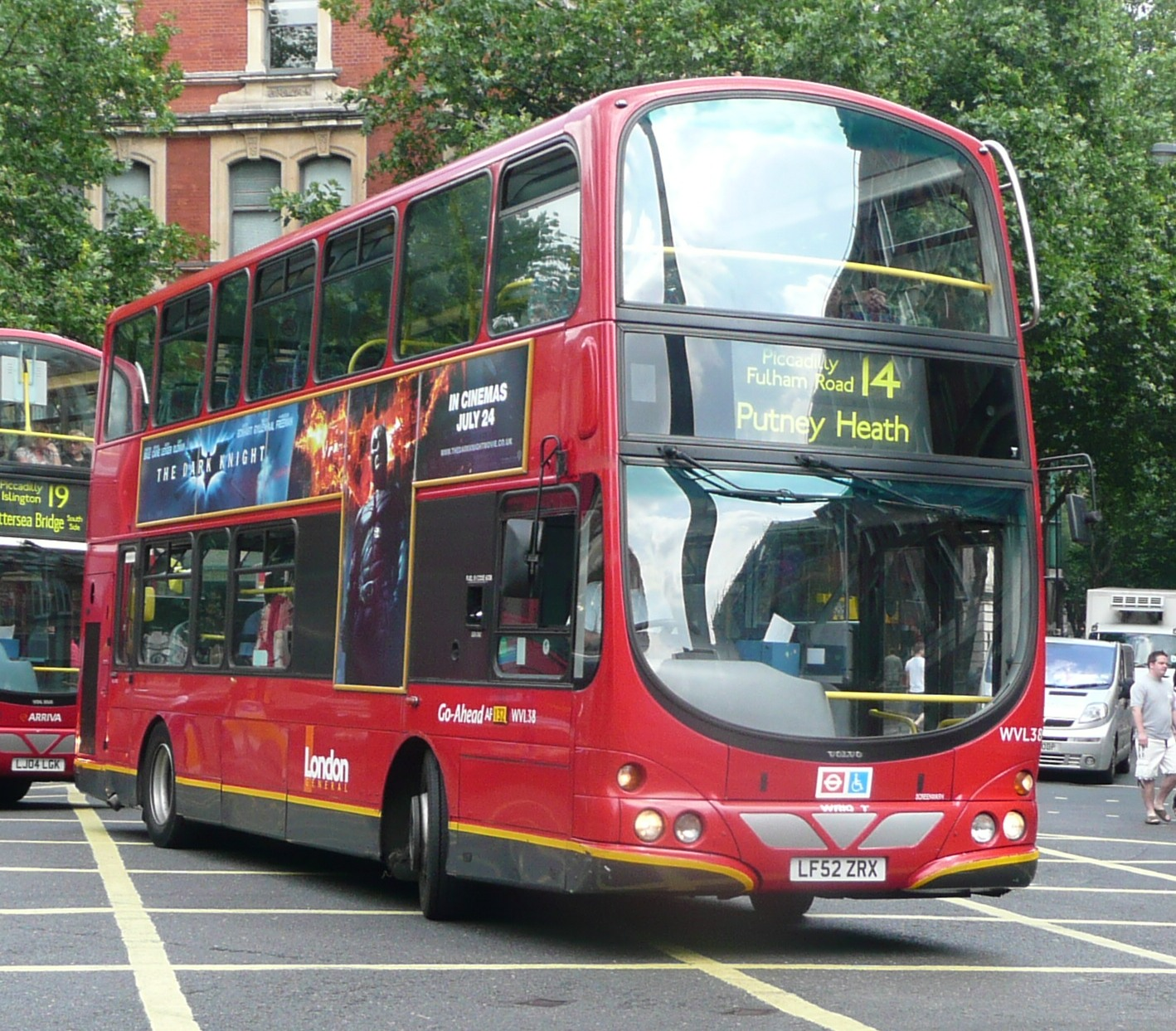
ライトエクリプス・ジミニ Powered by Volvo
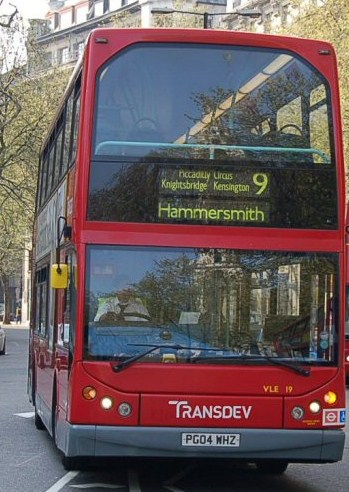
イースト　ランカス・マイレニアム Powered by Volvo
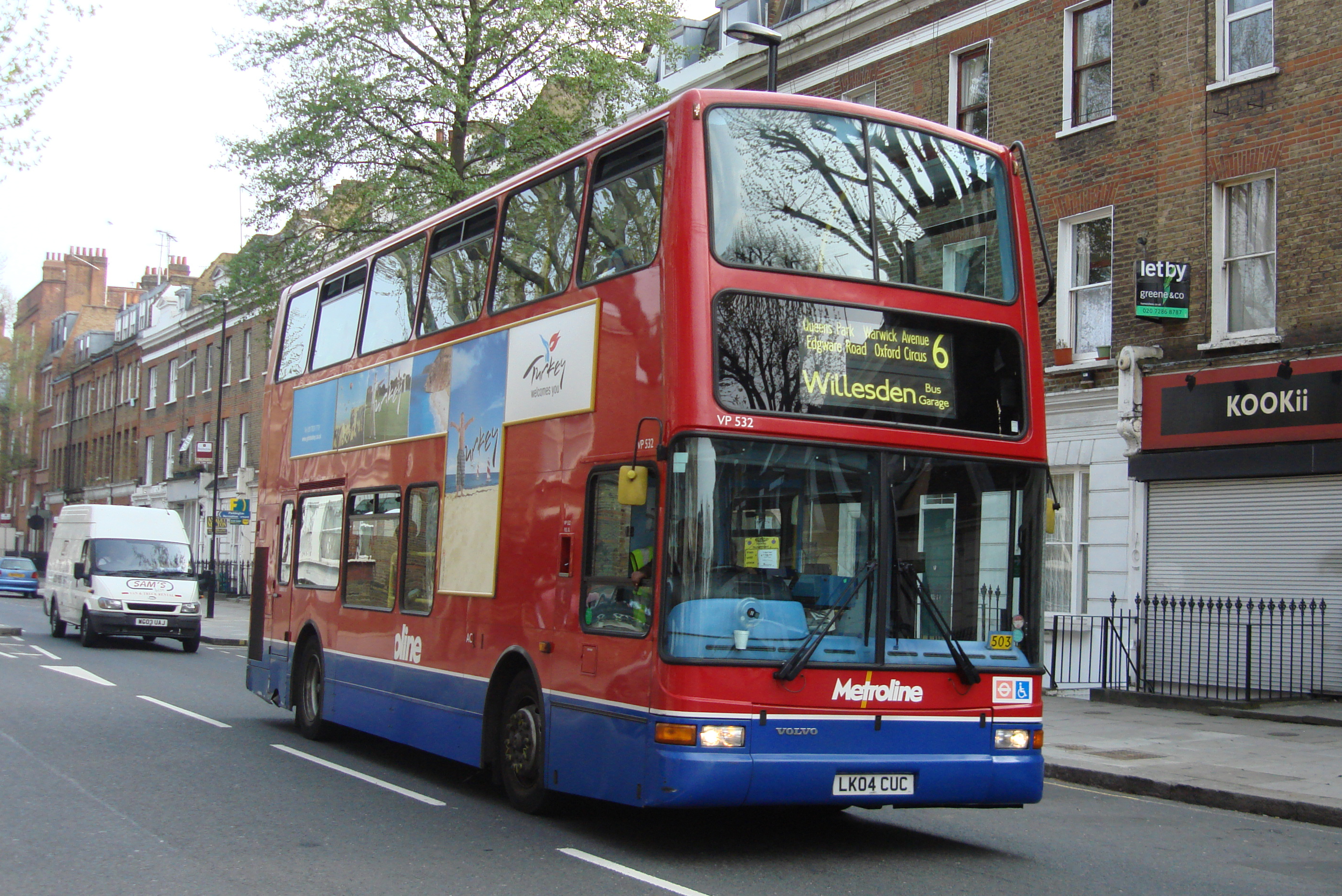
プラックストン・プレジデント Powered by Volvo
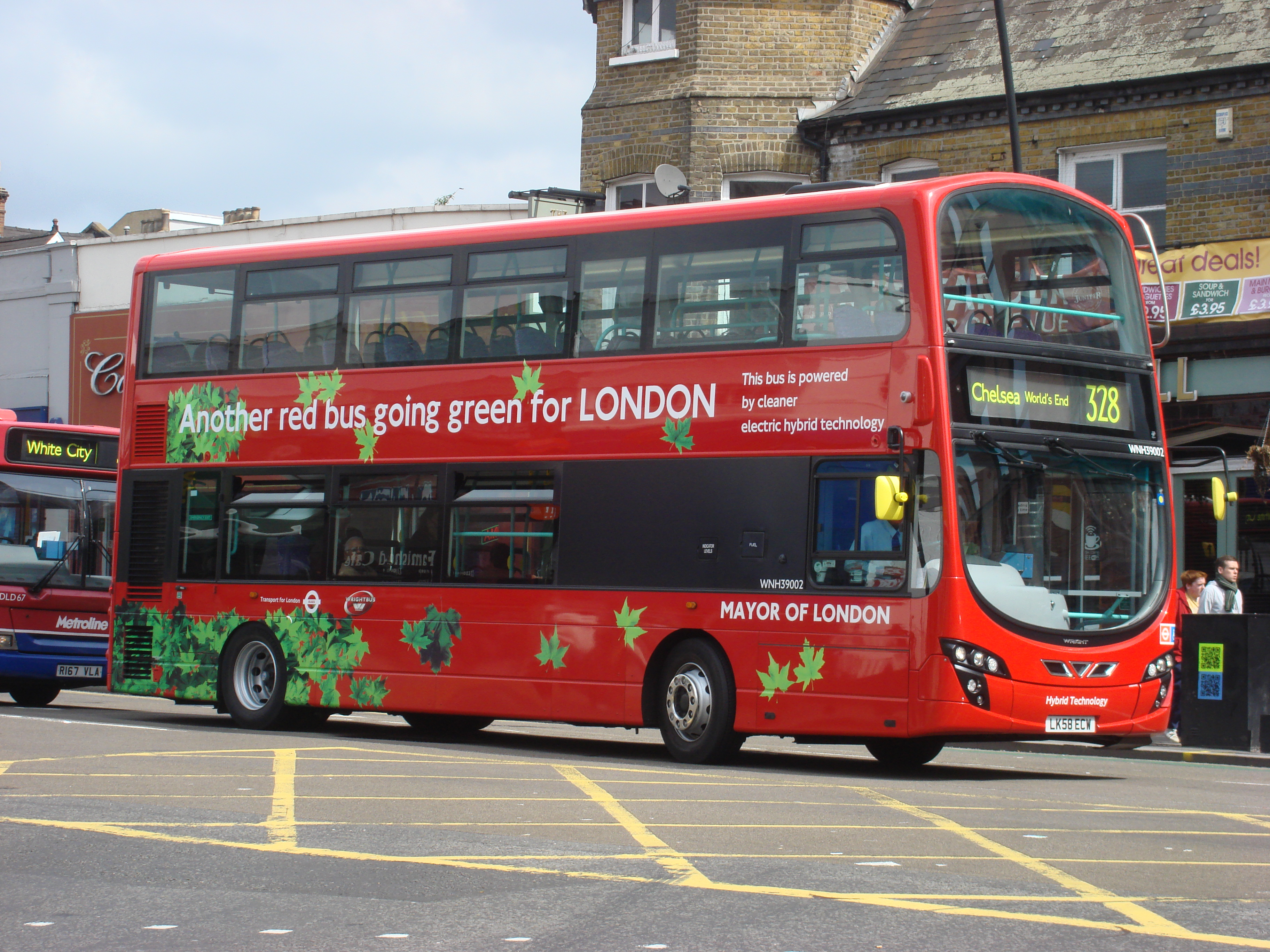
ライトエクリプス・ジミニⅡ Hybrid Powered by Volvo
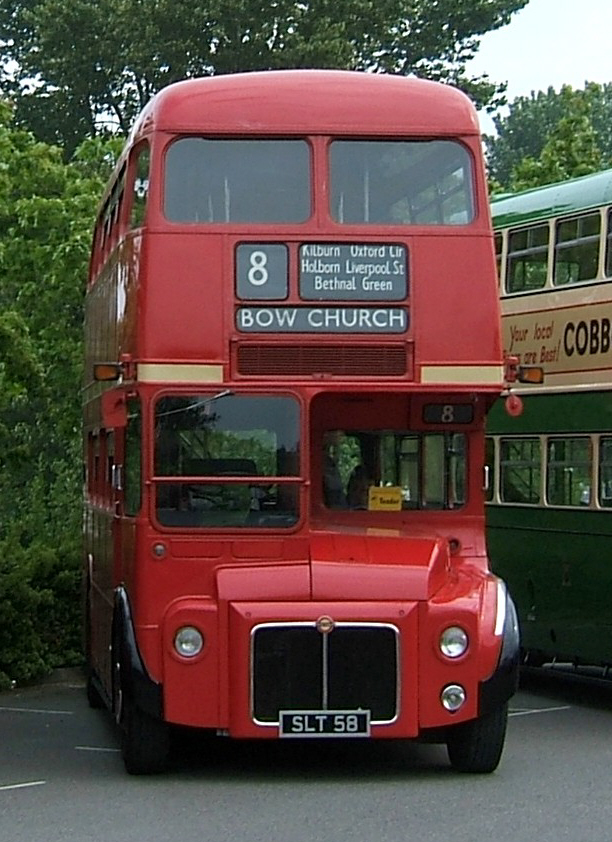
AECルートマスター

シングルデッキ（平屋タイプ）

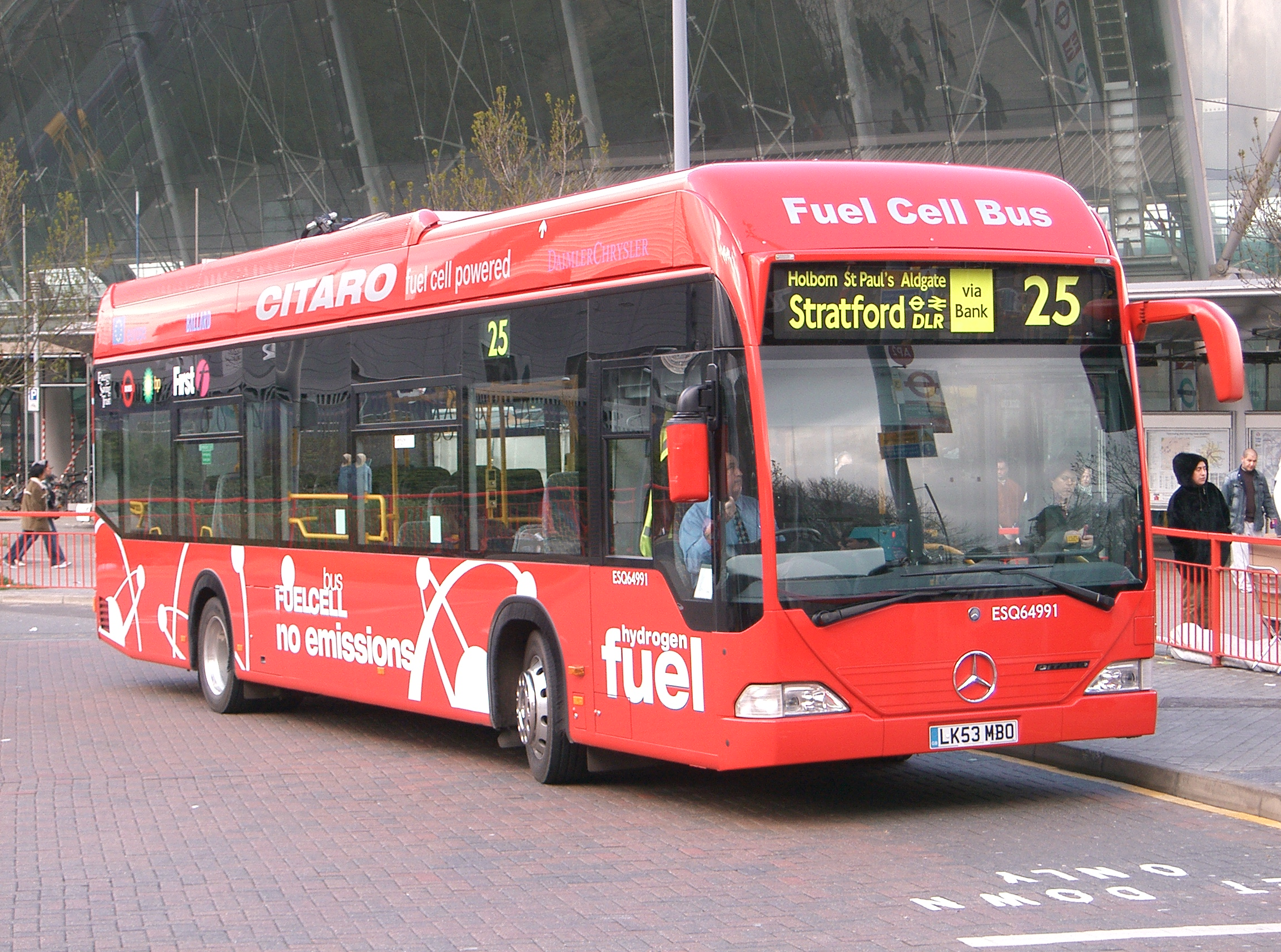
メルセデスベンツ・シターロ 水素電池車
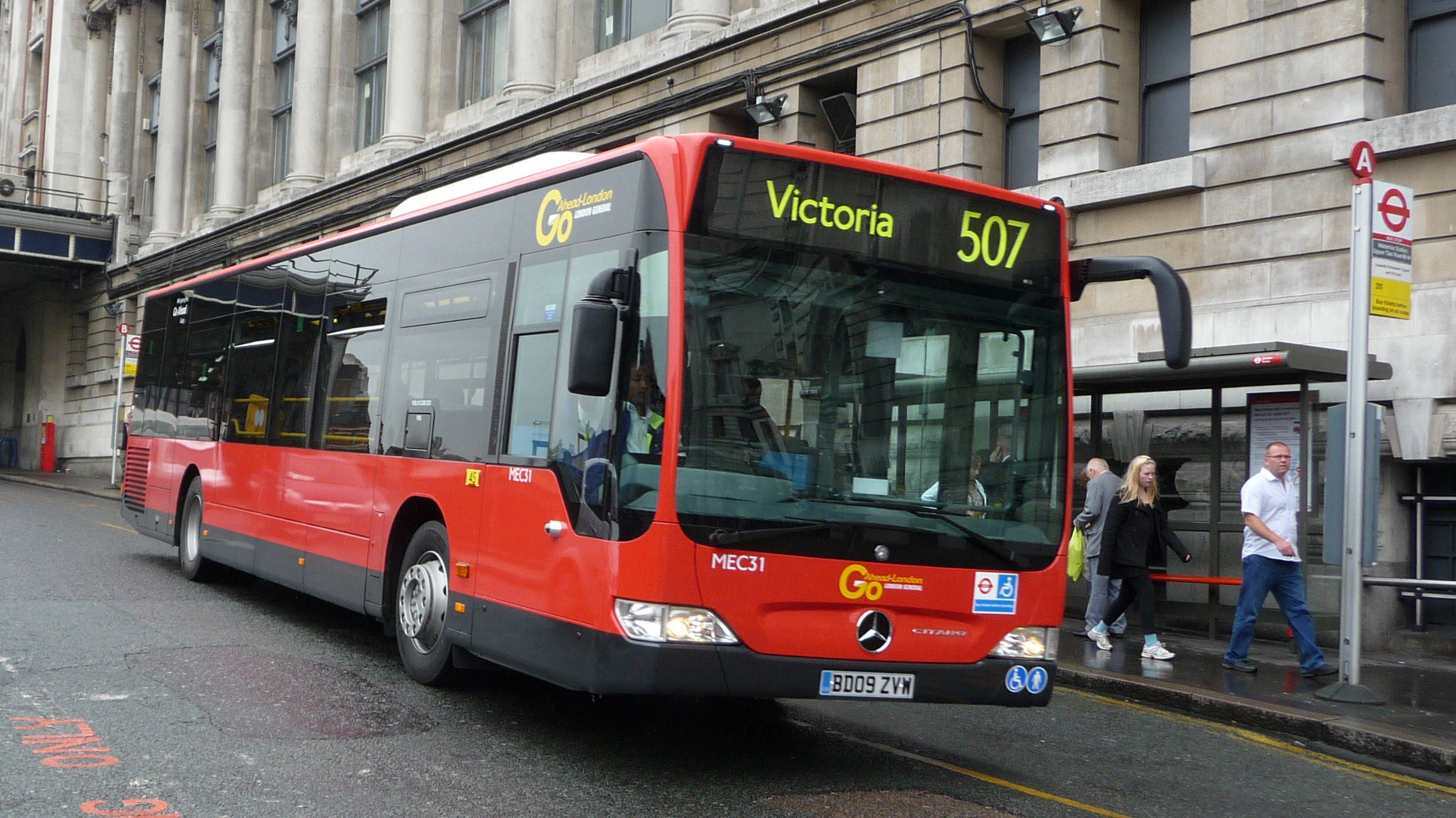
メルセデスベンツ・シターロ
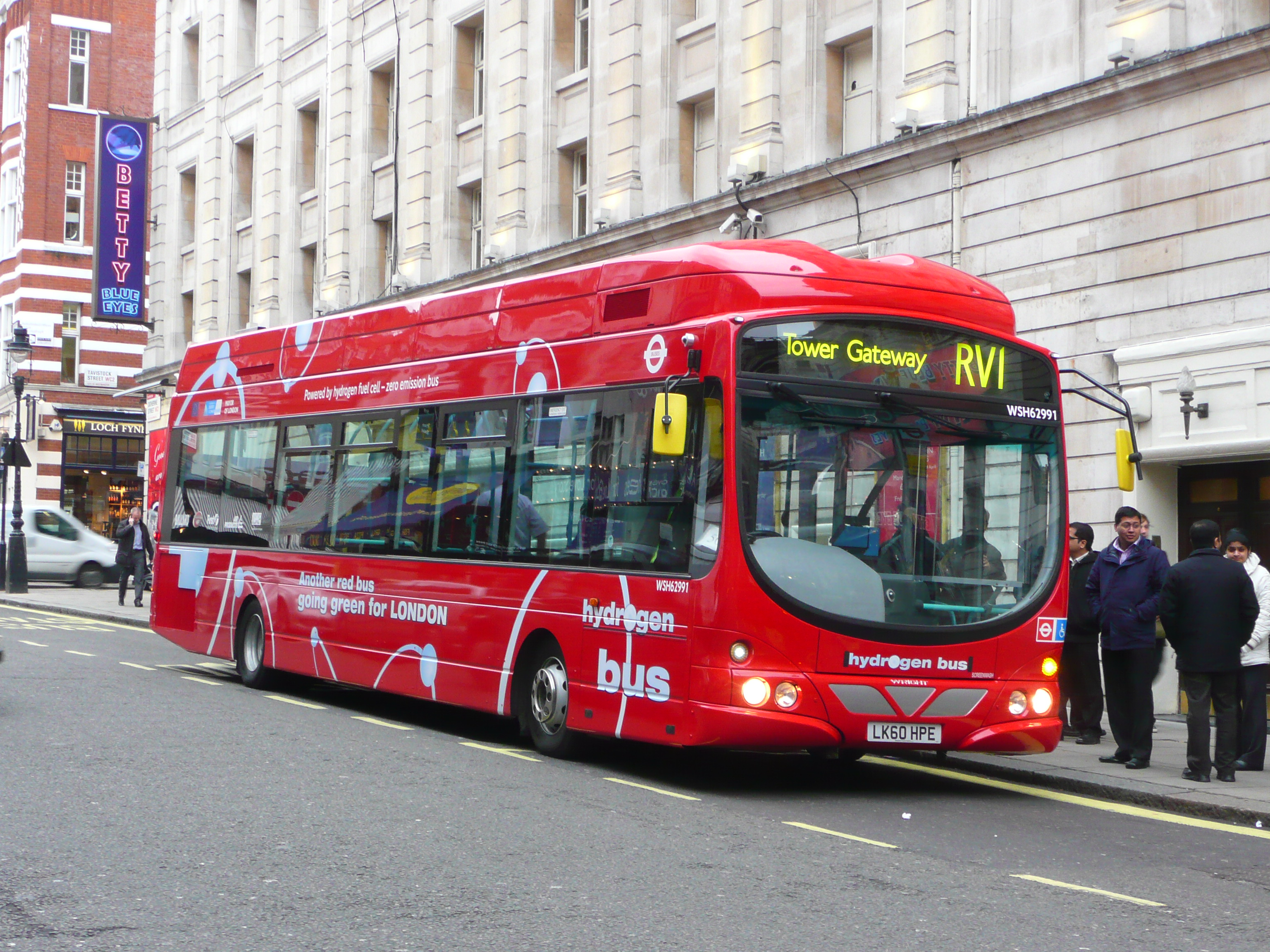
ライト・パルサー　水素電池車
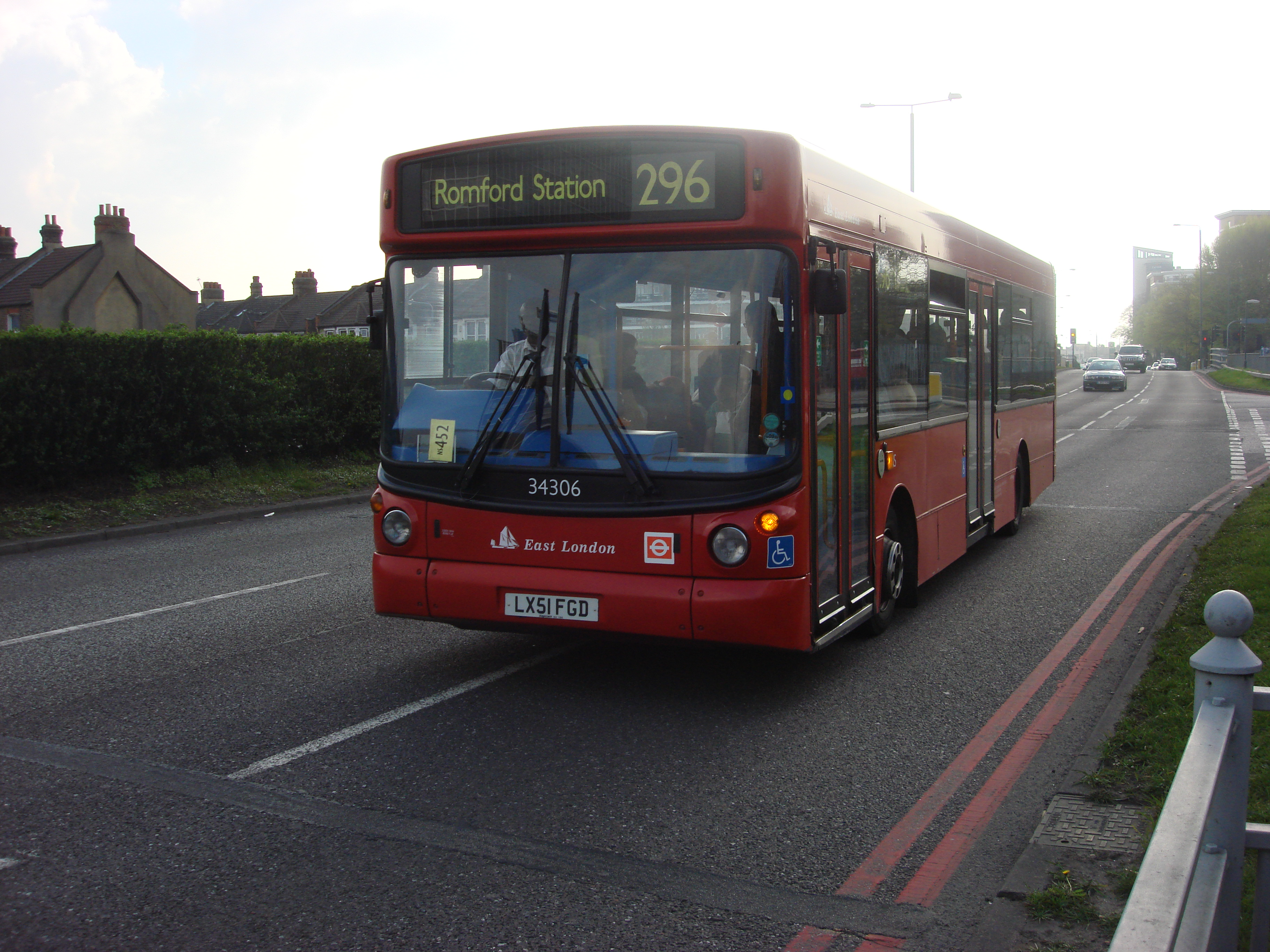
アレキサンダーALX200
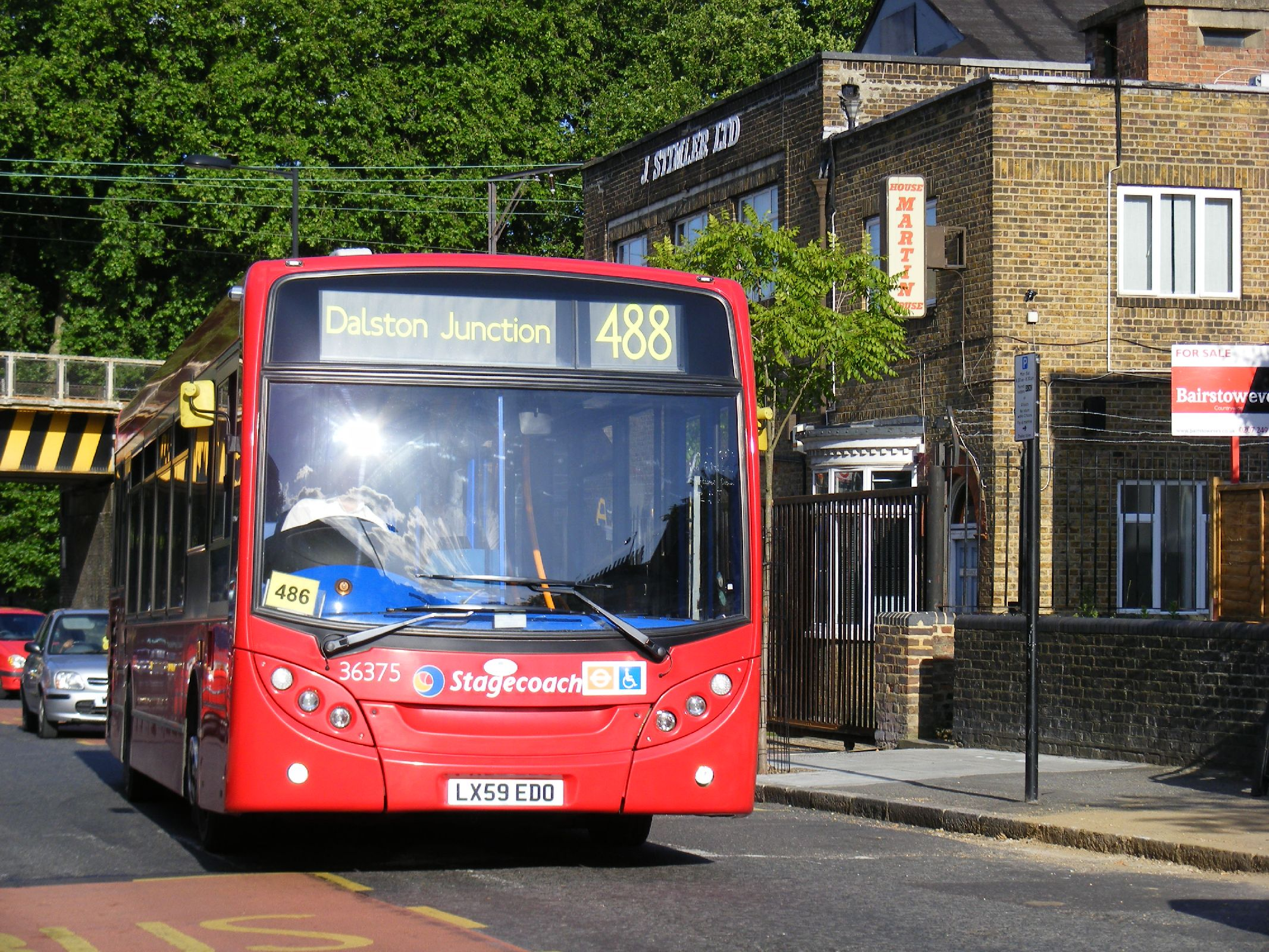
アレキサンダーデニス・エンバイロ200
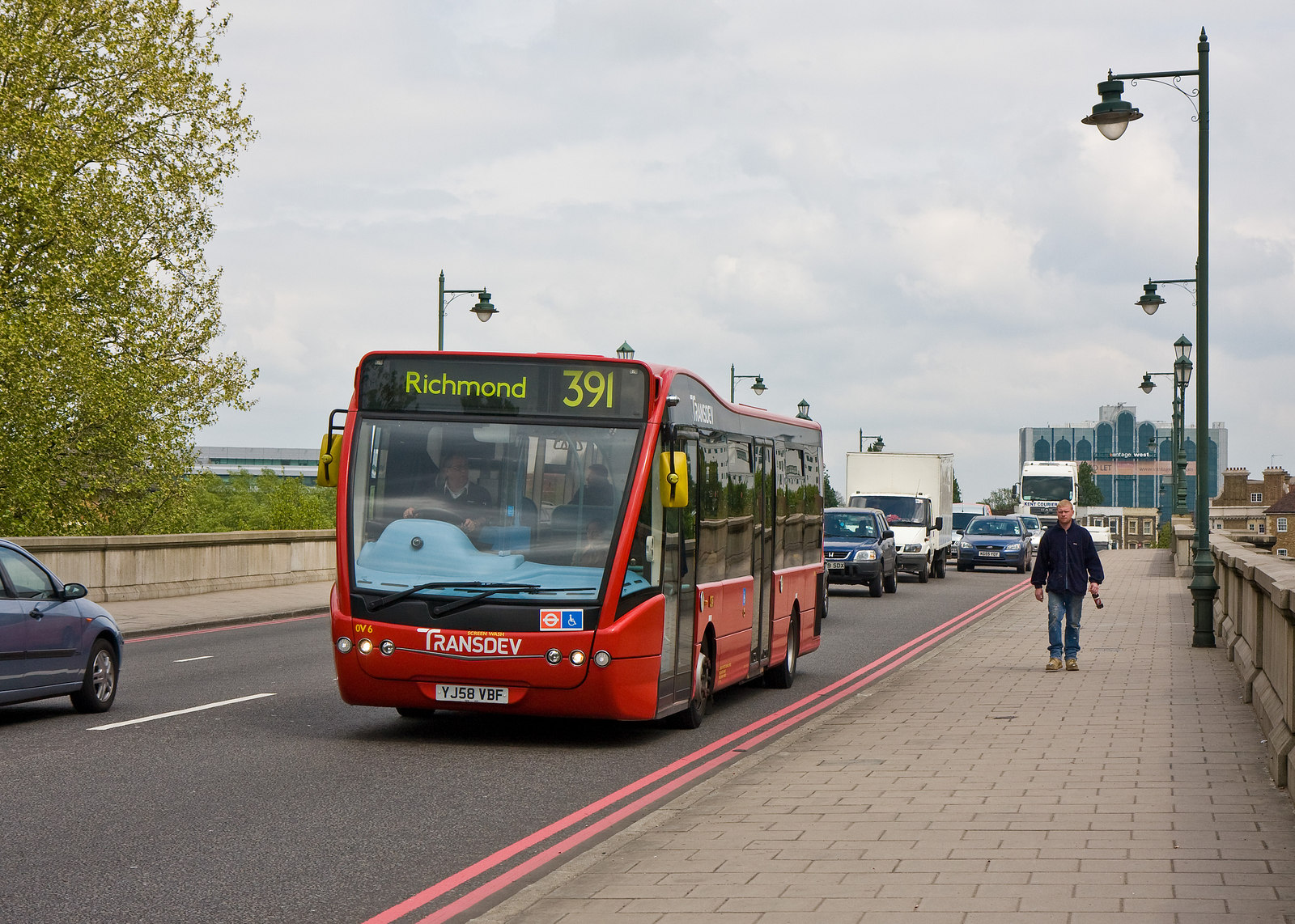
オブタレ・パーサ
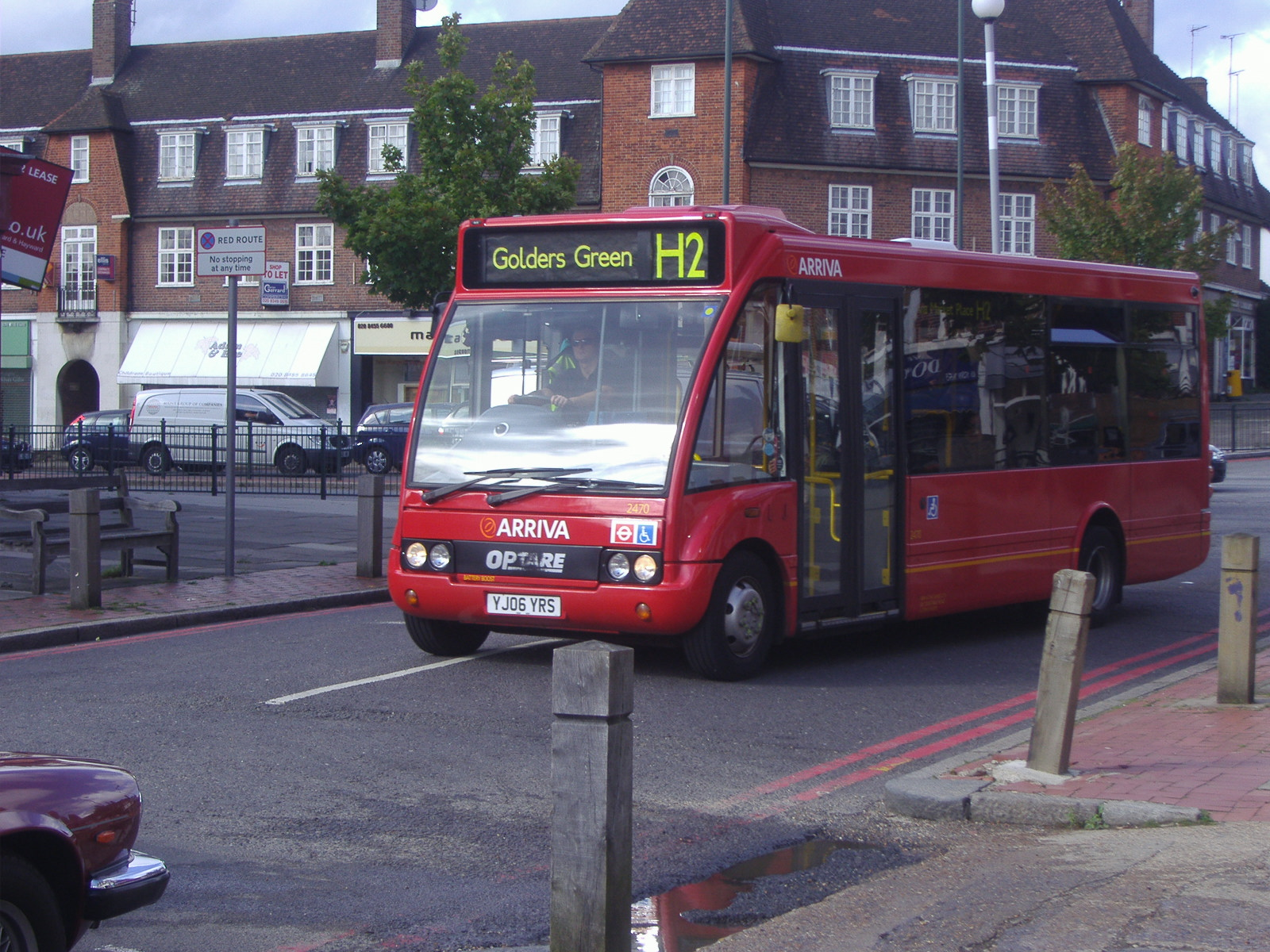
オブタレ・ソロ
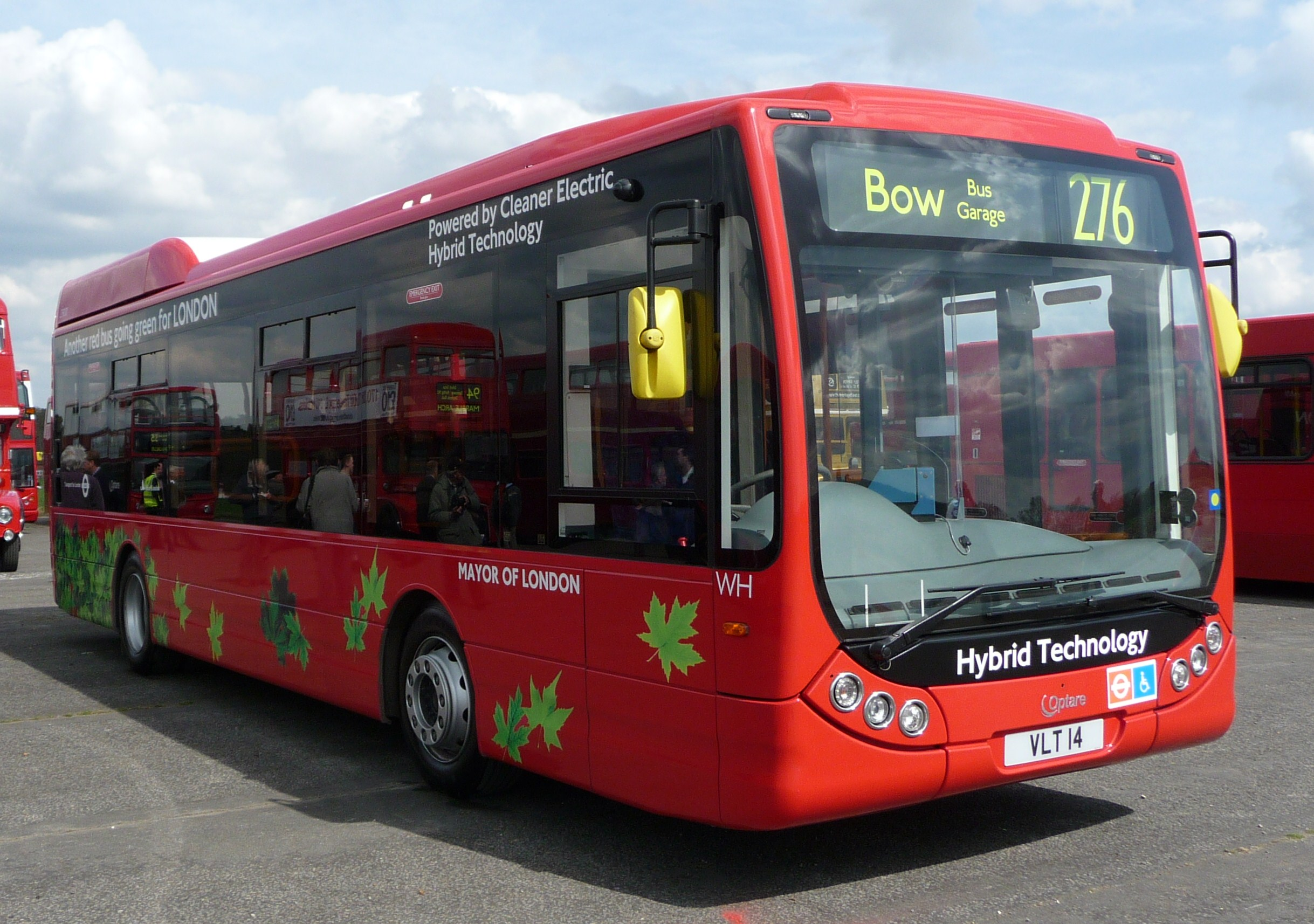
オブタレ・テンポSR

## 運行会社
旅客輸送の大手企業群がシェアを大きく握るが、地場企業による運行も多数ある。旅客輸送の大手企業（またはその企業グループ）の多くはバス輸送で発展を遂げ、国営鉄道民営化後、鉄道会社として運営するにまで至る。日本の鉄道会社がバス会社を保有するのとは対照的で、イギリスでは路線バスや長距離などのバス会社が鉄道を経営し、バス輸送の方が、企業として発展していたことが窺える。
主要オペレーター（2012年3月）
- Abellio London…旧ナショナルエクスプレス・コーチ系の会社で現在はオランダ系企業。ロンドンでは65路線を受け持ち、411台のバスを保有。
- Arriva London…親会社にドイツ鉄道AGを持つドイツ系企業。グレートブリテン島のほぼ全域に路線を持つメガグループ。ロンドンでは109路線を受け持ち、1636台のバスを保有。
- CT Plus…ロンドンのシティ界隈に路線を受け持つ小規模オペレーター。10の路線を受け持つ。
- First London…本国系企業でLSEにも上場し、欧米に多くの子会社と、グレートブリテン島全域に鉄道を含む交通機関を持つ総合旅客運送グループ。とりわけ最重要公共交通機関の地位を確立し、ロンドンでは90の路線と835台のバスを保有する。
- Go Ahead Group…本国系企業でLSEにも上場し、ロンドンおよびミッドランドに鉄道を含む交通機関を持つ総合旅客運送グループ。ロンドンでは135路線と1485台のバスを保有。
- London United…パリ交通公団を親会社に持つフランス系企業。ロンドンでは100路線と872台のバスを子会社1社と分けて保有。
- Metroline…親会社にコンフォートデルグロというシンガポール系企業を持ちでSGXに上場している。英国内ではロンドン市内と近郊のみの展開で、82路線と985台のバスを保有する。
- Quality Line…ロンドン南部に拠点を持ち、ロンドン南部とサリーにのみ運行。14路線と90台のバスを保有。
- Stagecoach London…本国系企業でLSEにも上場し、世界各地に多くの子会社と、グレートブリテン島全域に鉄道、船舶を含む交通機関を持つ総合旅客運送グループ。ファーストグループに次ぐ規模の重要な公共交通機関で、ロンドンでは97の路線と1022台のバスを保有する。
- Sullivan Buses…ロンドン郊外に拠点を置くが、スクールバスなどのチャーター運行と、市内の鉄道代替輸送、振替バスを多く受け持つ。

## iBus

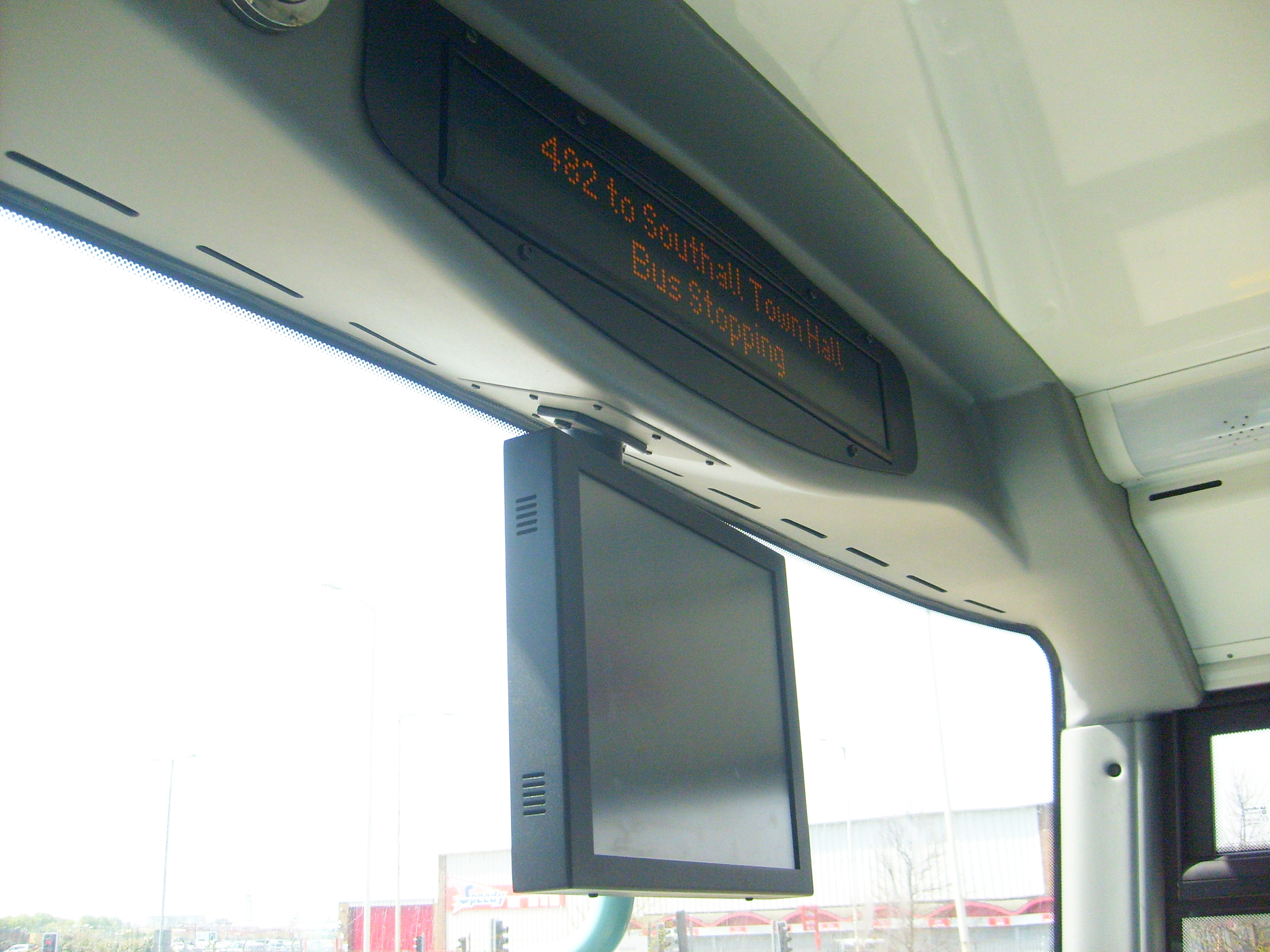
一部バスでは乗客にも映像が提供される

市内の総合バスロケーションシステムで2006年から試験的に導入され、2008年にはロンドン交通局が管理する全ての車両に導入された。バス運営の近代化と運行管理のIT化に一役買っている。
アナウンス
ルートマスターを除くロンドン交通局が管理する全てのバスの行き先と次駅案内自動アナウンスが、このiBusシステムによる。およそ19000あるバス停と600近いバス路線、30000通りアナウンスが存在し、運転上の支障や誘導案内は乗務員によって操作される場合もあるも、市内のバス自動アナウンスの声はすべて同じ声である。
まれに迂回運行する場合があるが、その迂回区間に入る手前でこれもまた自動でアナウンスが入るが、システムが正常に作動していないバスは、次駅表示とアナウンスがなく、運転士がアナウンスすることはほとんどないので注意が必要である。
この自動アナウンスシステムとロケーションシステムは完全に情報共有されており、バスのトラッキングシステムがGPS機能で管理され、精度向上の試験が幾度も重ねられた。現在は車両位置やスピード、道路状況などが30秒毎に情報が送信され、中央管制で計算されてロケーション案内される。そのためロケーションシステムのカウントダウンの精度は高い。
CCTV
ルートマスターを除く全てのバスに監視カメラ（CCTV）が設置されている。バスによっては10台前後の設置があるが、これは2005年のロンドン同時爆破事件以降、バス車内もテロの脅威にさらされている事を再認識したTfLや中央政府の防犯意識が高まったためと言える。犯罪者の追跡はもちろん、バス車内の防犯に貢献している。また、この監視カメラの目は運転士にも向けられ、乗務員の不正防止や危険運転を監視する意味でと安全運行に役立っている。
アプリケーション
2011年からweb上でのロケーションとカウントダウンが閲覧可能となるなど、大幅に利便性が向上した。スマートフォンでもアプリケーションの一つとして複数存在する。
以前はバス停の固有番号をテキスト（ショートメール）で送信し、中央管制から返信されるというシステムであったが、精度が悪いうえに料金が掛ることから普及するには至らなかったが、現在でもバス停の固有番号から発着案内を検索することが可能である。

## ロンドン同時爆破事件

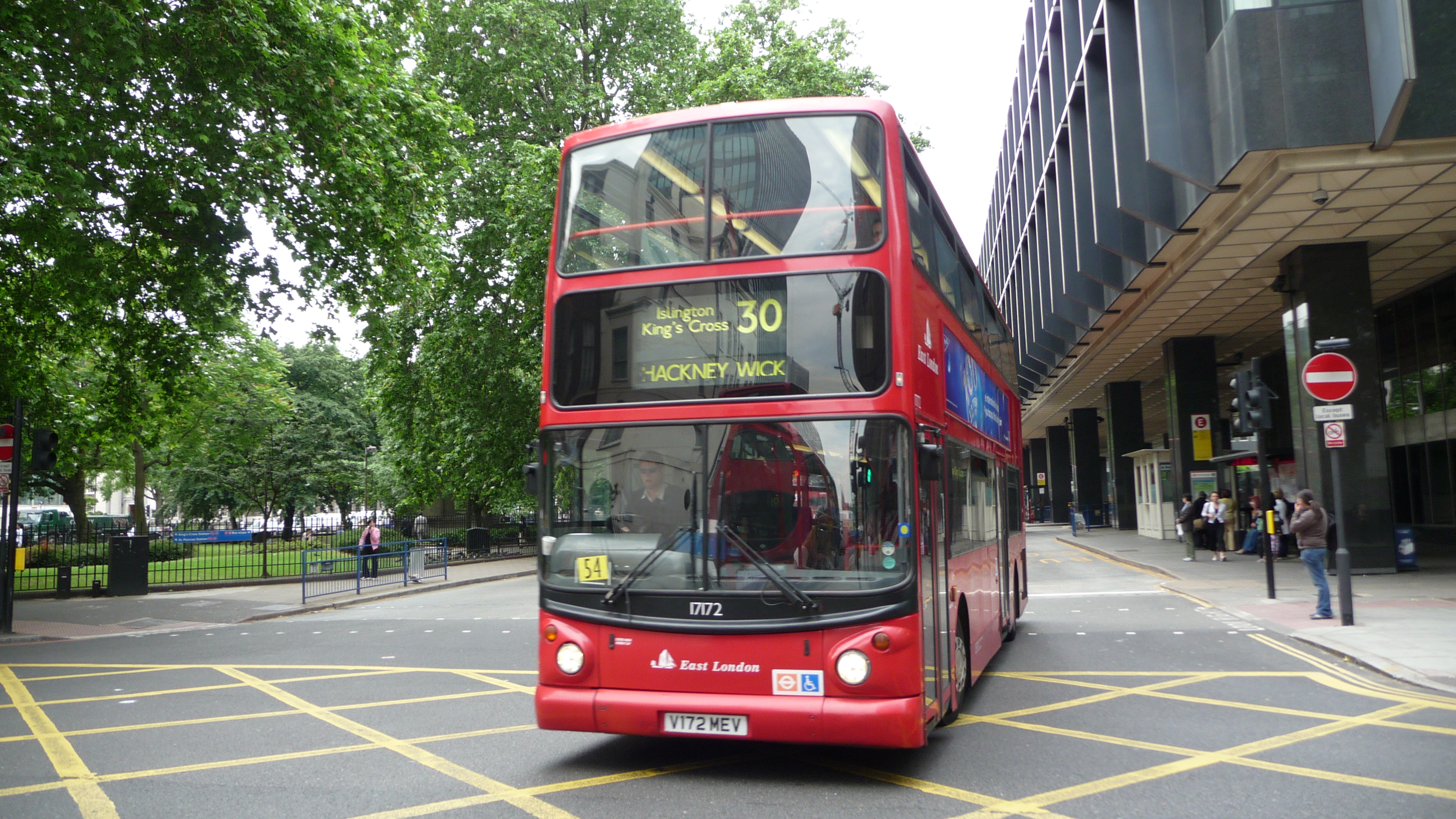
ユーストンを出る30番系統

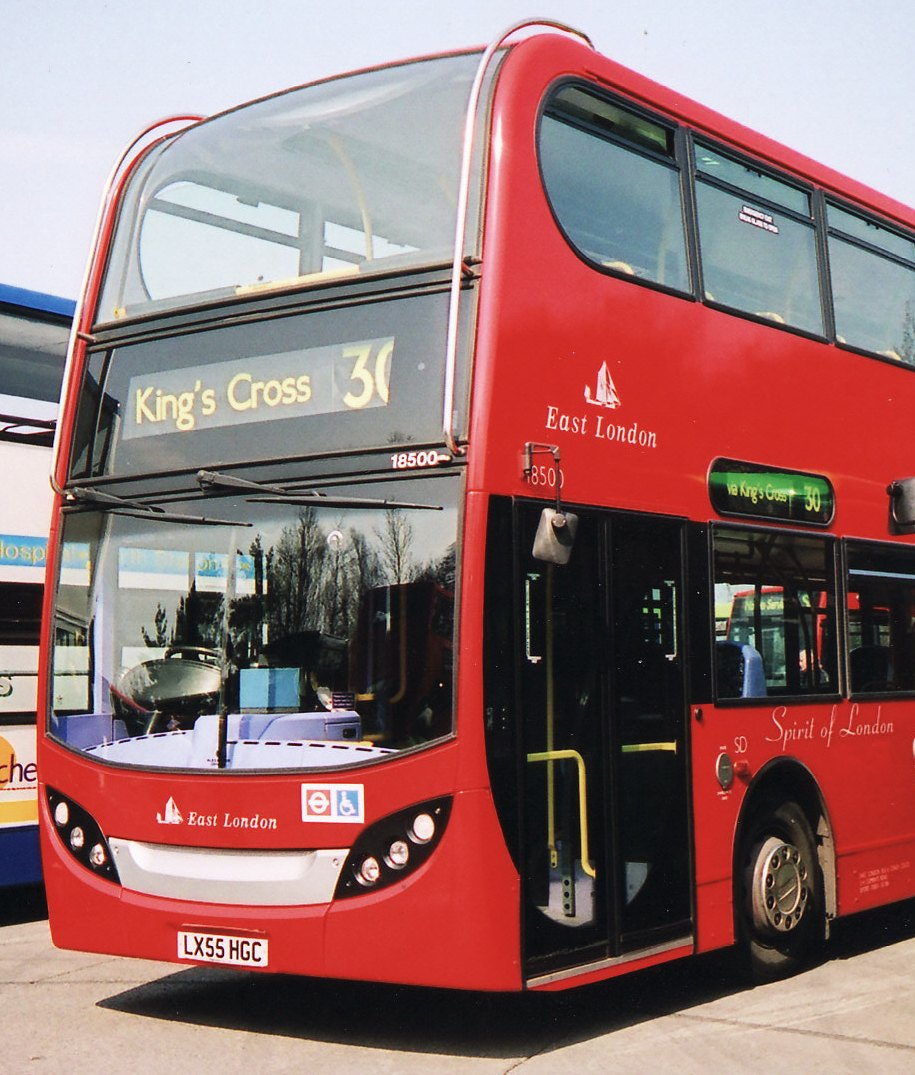
Spirit Of London号

2005年7月7日午前8時50分頃、市内中心部を走る地下鉄にて、ほぼ同時刻に3箇所で爆破事件が発生し、すぐさま地下鉄の運転は取りやめとなった。しかし、その約一時間後の午前9時47分頃、ユーストンとラッセル・スクエアを結ぶタヴィストック・スクエアを走行中の30番系統ハックニー・ウィック行きの2階建てバスの2階部分で爆発し、屋根を含め2階部分が吹き飛び、運転士を含み多くの被害を出した。路上での事件で地下に比べ救助は容易で、且つ英国医師会本部が目の前にあり救命は迅速に行われるも、13名の乗客が命を奪われ、全員2階席部分（アッパーデッキ）に搭乗していたとみられている。
この30番系統（通称：ルート30）はロンドン東部ハックニー・ウィックからマーブル・アーチまでの運転だが、事件当日そのバスは地下鉄事件が発生した後も普通に運行していた。折返しで午前9時にマーブル・アーチを出発し、徐々に市内が混乱し道路が大混雑する中で午前9時35分にユーストンに到着。ただしこの系統は通常ベイカー・ストリートからユーストン・ロードに入りキングスクロスを経由するルートだか、地下鉄事件発生後は通行止めなどの影響で迂回運行を余儀なくされ、ラッセル・スクエアを経由する臨時ルートで東部に向かう予定であった。ユーストンロードからラッセル・スクエア方面に向けて右折後200メートル付近、午前9時47分頃に当該バスの2階部分が爆発した。この時点で運転士と実行犯を含め、50名が搭乗していたとされる。
短時間内の臨時ルートは、バスの運行会社が通行できるルートを勝手に決めるので、指示があったにせよ大英博物館に近いラッセル・スクエアでの犯行を狙ったものと断言はできない。また、実行犯は当日、ユーストンから地下鉄ノーザンラインに乗車予定が、地下鉄が不通となったために予定を変更してバスに乗ったとされる。携帯電話会社の発信記録で事件発生後、バスに乗る前に状況報告なのか他の実行犯に電話を掛けていたことが確認されており、さらにバス同乗者の目撃証言では動転した面持ちで執拗にかばんの中身をチェックしている人物がいたことが判明した。実行犯といえど爆弾が入ったかばんの中身を知らされていなかった可能性は否定できないが、バスに搭乗した理由については判っていない。
7月21日にも同様の地下鉄、バスを狙った分散型爆破事件が正午から連続して発生した。この事件に使用された爆発物は器物を損壊したり、人を殺傷するには不十分な程、威力が小さかったため、爆破による死者は出ていない。厳密にいえば爆発の煙で喘息の発作を起こし、後日死亡し唯一の犠牲者としてカウントされている。
地下鉄での爆破が終焉した後、ロンドン中心部ウォータールーから東部ハックニー・ウィックまで同じく運行するルート26のウォータールー行きの二階部分で発生した。当時、幸いにして二階部分に殆ど乗客はおらず、被害もガラスが割れた程度であり、この車両については退役せず現役で運用されている。
当時の運行会社は二つともイースト・ロンドン・バスグループ（現・ステージコーチ）で、被害にあったバスは導入から2年足らずの車であった。当然ながら爆破されたパスは廃車されるが、前述の通り7月21日の事件でのバスは改修後、継続して現在も運用されている。なお代替で導入したバスには、テロに屈しないという意で"Spirit of London"と随所に描かれた塗装で導入され、そのバスは1台のみステージコーチに在籍している。現役で市内を走行し、テロの脅威恐れない市民の勇気のシンボルとして運行されている。
しかしその後、ルート30はがロンドンで最悪の定時発車率という記録を作ってしまい、バスレーン設置で改善を図るもトップ10から抜け出せなかった。さらにTfLから斡旋される大量の新型バス導入を一蹴したため、入札時に競争不利となってしまいルート30、ルート26のセットで運行権を返還した。2011年6月以降はファーストグループによる運行となる。"Sprit of London"は現在この系統で見ることはできないが、ステージコーチが運行するロンドン東部の路線や、ごく稀にルート15でも見る事が出来る。

## 主要バス停とバスステーション

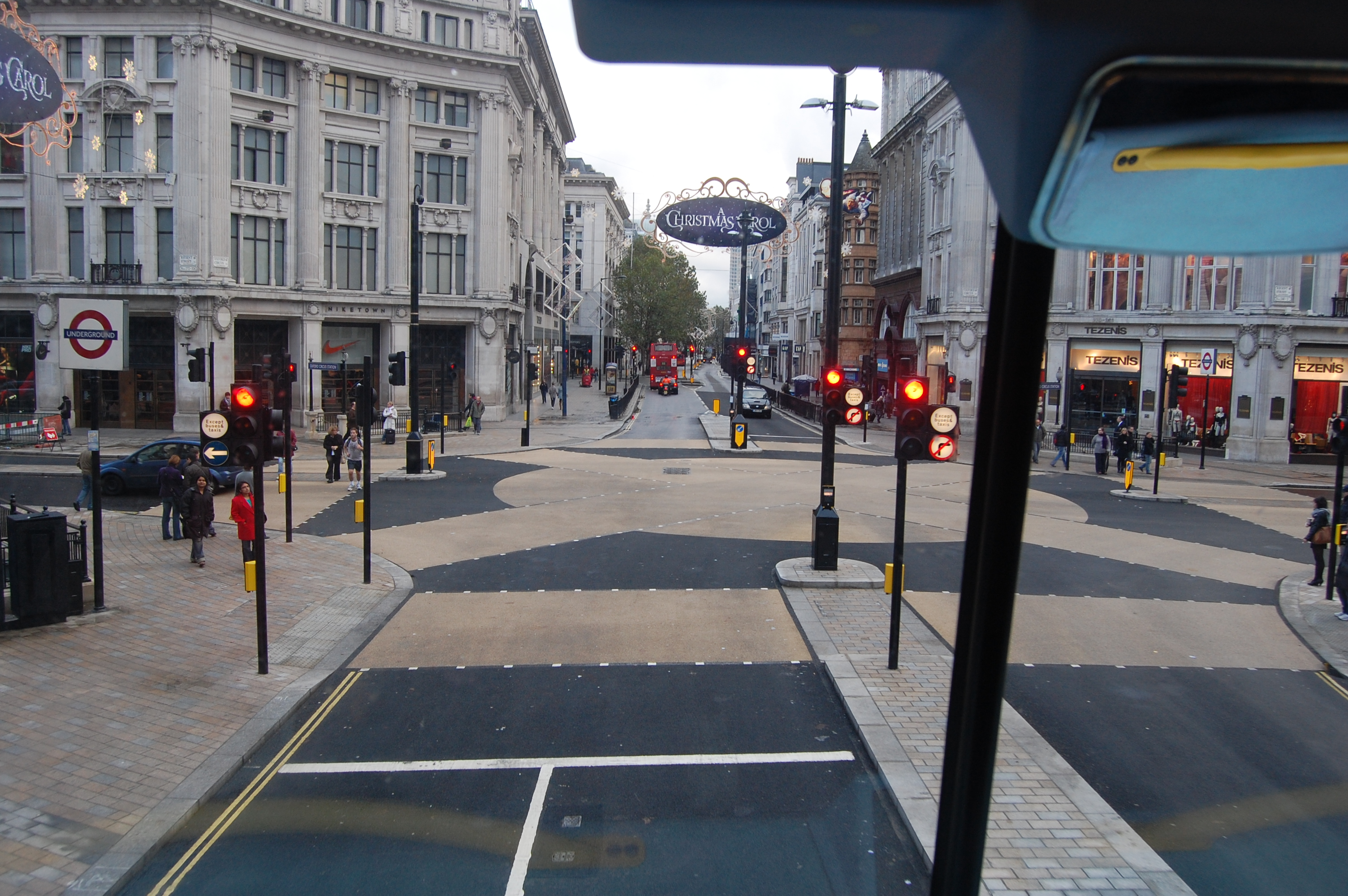
早朝のオックスフォード・サーカス。ロンドンでバスが最も多く通過、発着点とする場所である。

場所によってはバス停の方が鉄道駅より古い歴史があり、行き先に○○駅と表示されていない限り、行き先やバス停の名称が鉄道駅と堂々とリンクしていない事があるので注意が必要である。例えばホワイトシティ・バスステーションでは最寄り駅はウッドレーン駅となり、ホワイトシティー駅はその先にあり400メートル近く離れている。ロンドン北部のブレントクロス・バスステーションも地下鉄駅と500メートル以上離れている。
市内で最も多くのバスが通過、発着点はオックスフォード・サーカスであり、終日絶えることなくバスが交差する。トラファルガースクエア、ピカデリー・サーカス、マーブル・アーチ、ビクトリアなども多くのバスが終日行き交いう。ナイトバスでは多くのバスがトラファルガー・スクエアを通過点や発着点とし、深夜のターミナルとなる。